# Universal Classic Monsters

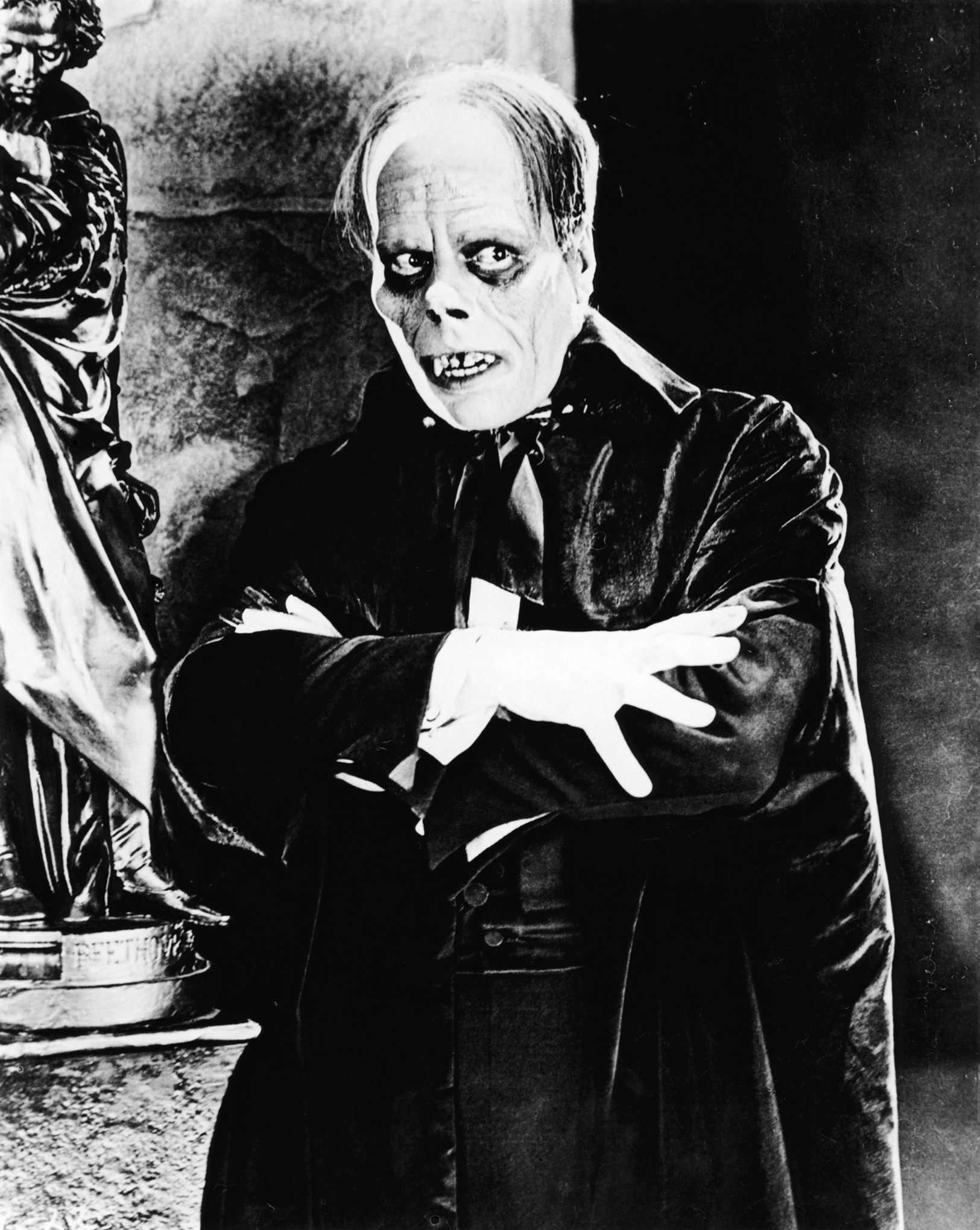
Lon Chaney è stato Erik, il primo fantasma dell'Opera della Universal nel 1925 e quindi cronologicamente il primo dei mostri cinematografici della Universal

Universal Classic Monsters (noto anche come Universal Monsters o Universal Studios Monsters) è un media franchise basato su una serie di film dell'orrore principalmente prodotti da Universal Pictures dagli anni 1930 agli anni 1950.
I personaggi protagonisti di questa serie di film come il Conte Dracula, il mostro di Frankenstein, la mummia, l'uomo invisibile, l'uomo lupo, il fantasma dell'Opera, il mostro della Laguna Nera e la moglie di Frankenstein, con le loro particolari caratterizzazioni, sono entrati nell'immaginario collettivo e diventati protagonisti anche di film di altre case di produzione, che realizzarono numerose versioni e variazioni sul tema. Nel 2014 la Universal programmò un reboot della serie, chiamato "Dark Universe", con l'intenzione di creare un nuovo universo cinematografico condiviso dei suoi personaggi, ma a causa dello scarso successo dei primi due film, Dracula Untold e La mummia, venne poi sospeso.

## I mostri
Con riferimento alla loro prima apparizione sullo schermo, come riconosciuto dalla stessa casa cinematografica che ha distribuito in DVD la serie denominata Classic Monster Collection, sono otto i mostri definiti "principali":
- Conte Dracula
- Il Mostro di Frankenstein
- La Mummia
- L'Uomo Invisibile
- La Moglie di Frankenstein
- L'Uomo Lupo
- Il fantasma dell'Opera
- Il Mostro della Laguna Nera

Personaggi minori
Altri mostri compaiono nei film horror della Universal:
- Il gobbo di Notre Dame (Quasimodo)[6]
- L'uomo elettrico[7]
- La donna lupo[8]
- La tarantola[9]
- Gli uomini talpa[10]
- La mantide omicida[11]
- Il mutante di Metaluna
- The Mad Ghoul

## Storia

### Anni venti

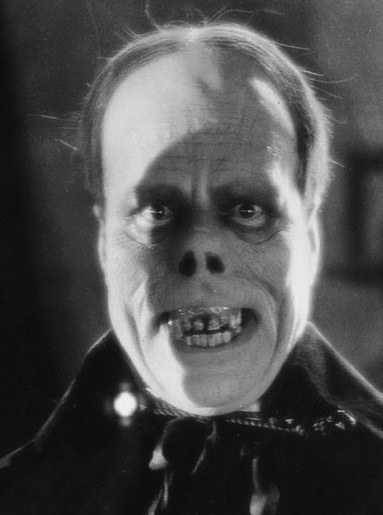
Lon Chaney ne Il fantasma dell'Opera (1925)

Negli anni venti la Universal produsse alcuni film come Il gobbo di Notre Dame e Il fantasma dell'opera, entrambi interpretati da Lon Chaney i quali, anche se non prettamente di genere horror, sono resi unici dalle caratterizzazioni di Chaney il quale, grazie alle sue interpretazioni segnate da un make-up particolarmente innovativo e geniale che lui stesso realizzava, può essere considerato la prima icona del cinema horror.
Nel film Il gobbo di Notre Dame del 1923 ha luogo l'apparizione del primo di questi personaggi, Quasimodo, che però, a differenza degli altri che verranno successivamente, non diede origine a sequel. Per questo film la produzione fece costruire un set che evocasse la Parigi del XV secolo, inclusa una ricostruzione in scala della cattedrale di Notre Dame de Paris.
Successivamente, nel 1925, venne prodotto Il fantasma dell'opera, interpretato sempre da Chaney che recitò nel ruolo del fantasma. Gli interni dell'Opéra di Parigi furono ricreati a Hollywood e le scenografie furono riutilizzate anche nel remake del 1943, Il fantasma dell'Opera con Claude Rains nel ruolo di Erique Claudin/il fantasma.
Altri due film importanti dell'epoca prodotti dalla Universal, anche se non specificatamente horror, sono Il castello degli spettri (1927)  e L'uomo che ride (1928), entrambi diretti da Paul Leni.

### Anni trenta

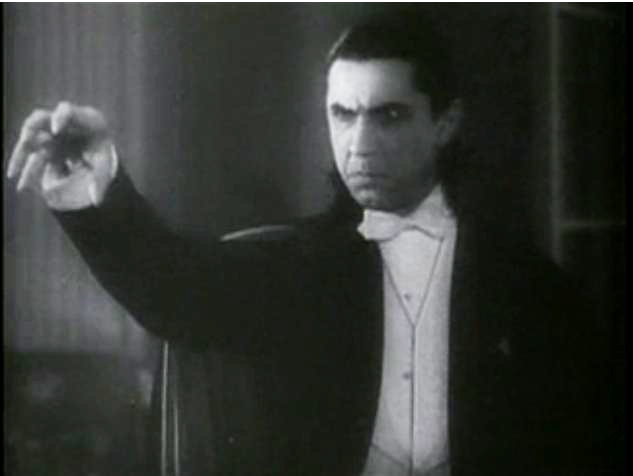
Bela Lugosi è Dracula nel film omonimo del 1931

Il ciclo di film prettamente horror della Universal partì nel 1931 quando Bela Lugosi interpretò Dracula e Boris Karloff il mostro in Frankenstein. Gli attori caratteristi Dwight Frye ed Edward Van Sloan, che parteciparono a entrambi i film in importanti ruoli di comprimari, faranno svariate altre apparizioni nel corso del decennio in film della serie Universal. Il truccatore Jack Pierce creò la celeberrima maschera del mostro di Frankenstein e l'aspetto di molte altre creature a partire dagli anni trenta. Entrambi i film riscossero un enorme successo in tutto il mondo e vengono considerati due capolavori generando una lunga serie di seguiti.
L'anno successivo venne prodotto sempre con Karloff come protagonista, La mummia, al quale seguirà una trilogia basata su racconti di Edgar Allan Poe: Il dottor Miracolo (1932) con Lugosi, The Black Cat (1934), e The Raven (1935), entrambi con Lugosi e Karloff.
Sempre Whale realizza L'uomo invisibile (1933), ritenuto un altro dei suoi capolavori. La Universal inizia quindi a produrre sequel dei successi del 1931 come La moglie di Frankenstein (1935), considerato dalla critica migliore dell'originale, La figlia di Dracula (1936) e vari seguiti de L'uomo invisibile. Cercando di sfruttare il momento positivo delle creature mostruose, venne realizzato anche un film su un licantropo, Il segreto del Tibet (1935) ma non ebbe il successo sperato.
Nel 1936 la produzione di "monster movies" si ferma per tre anni fino a quando, dato che il successo di Dracula e Frankenstein non accenna a scemare, viene prodotto nel 1939 Il figlio di Frankenstein, con Basil Rathbone, Boris Karloff, e Bela Lugosi, dando inizio alla seconda fase del ciclo.

### Anni quaranta

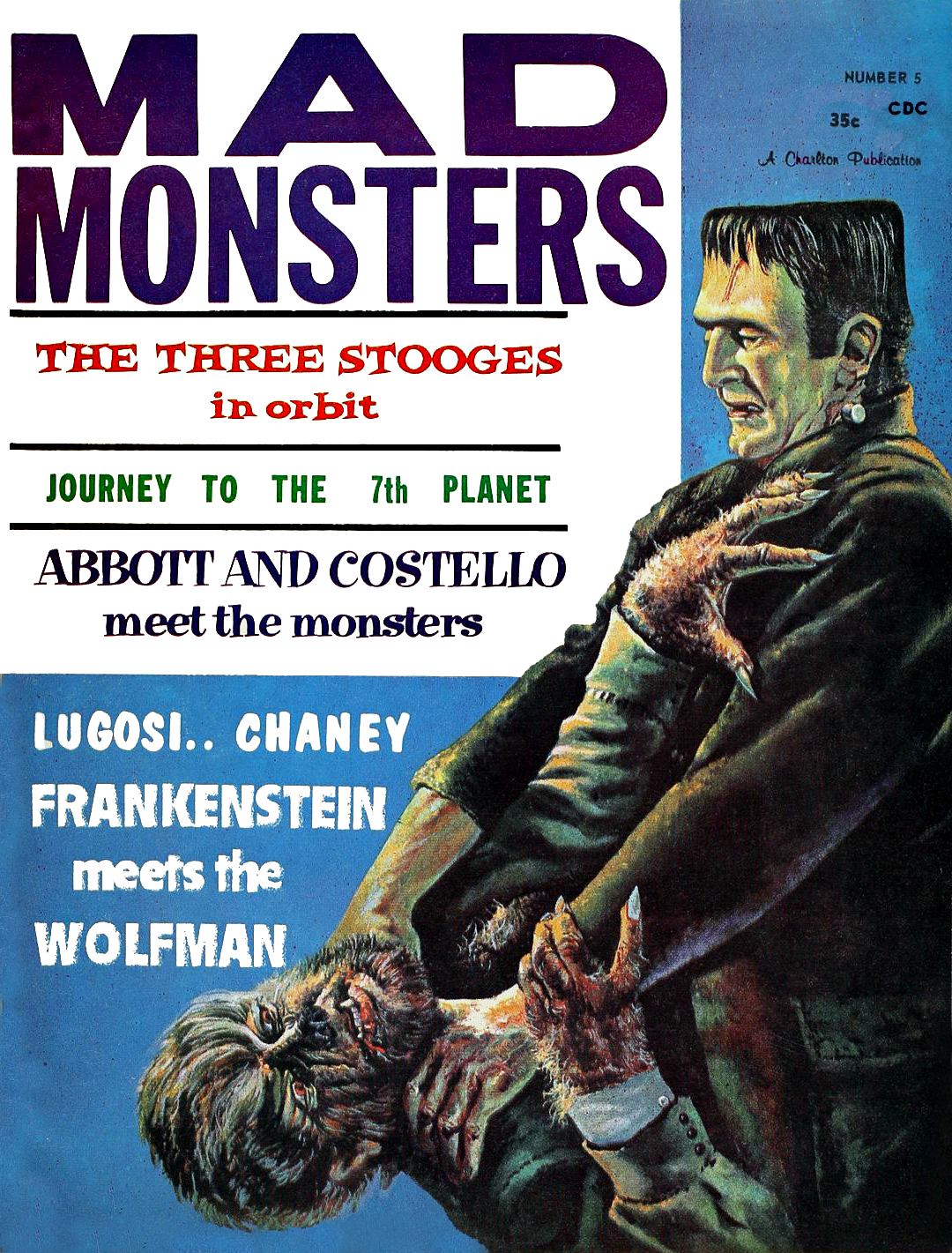

Dopo il tentativo fallito del 1935, venne prodotto nel 1941 un nuovo film sui licantropi, L'uomo lupo, che fu un successo clamoroso grazie alla regia di George Waggner e alla trama di Curt Siodmak che darà al personaggio una caratterizzazione destinata a divenire iconica grazie anche all'interpretazione di Lon Chaney Jr. il quale, dopo questo grande successo, diverrà l'attore principale dei film horror della Universal del decennio, proprio come il padre lo era stato vent'anni prima, subentrando a Karloff e Lugosi come stella di punta.
La serie di Frankenstein proseguì con Il terrore di Frankenstein (1942), nel quale Chaney Jr. interpreta il mostro di Frankenstein e Lugosi riprende il ruolo di Ygor, e con Frankenstein contro l'uomo lupo (1943) con Lugosi come mostro di Frankenstein e Chaney Jr. come uomo lupo e primo esempio di crossover tra personaggi. Ma la qualità inizia a calare velocemente, con forti riduzioni di budget, scadendo nella categoria dei B-movie. Esce anche Il figlio di Dracula (1943) dove Chaney Jr. questa volta è Dracula.
Nel 1943, venne prodotto Il fantasma dell'Opera, un remake del film omonimo del 1925 con Claude Rains nel ruolo del fantasma.
Anche la mummia generò una serie di sequel: The Mummy's Hand (1940), The Mummy's Tomb (1942), The Mummy's Ghost e The Mummy's Curse (entrambi del 1944) con Chaney Jr. nella parte della mummia negli ultimi tre film.
Altri due seguiti furono Al di là del mistero (1944) e La casa degli orrori (1945) nei quali compaiono molti dei mostri dei precedenti film riuniti insieme per fare cassa al botteghino ma con deludenti risultati artistici. Nonostante una trama esile e priva di logica, nel corso degli anni tali pellicole sono state comunque rivalutate dalla critica come "capolavori" del nonsense. Seguiranno vere e proprie parodie con Gianni e Pinotto come la commedia Il cervello di Frankenstein (1948) con Lugosi al suo solo secondo film come Conte Dracula, insieme a Lon Chaney Jr. come uomo lupo e Glenn Strange come mostro di Frankenstein, che segna il definitivo declino della serie horror Universal che diventa una parodia di se stessa.

### Anni cinquanta

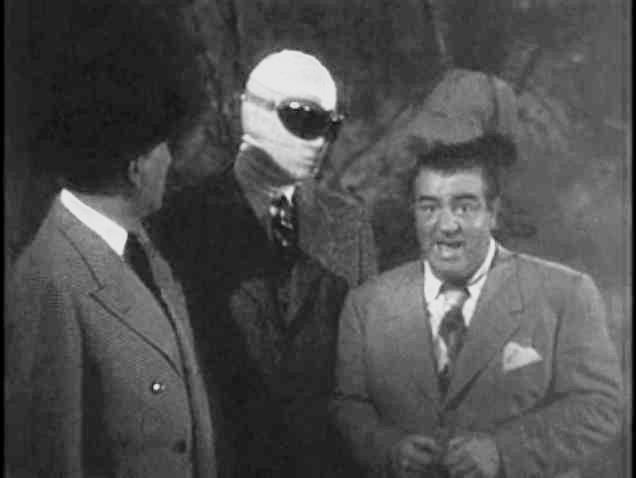
Una scena del film Gianni e Pinotto contro l'uomo invisibile (1951)

Negli anni cinquanta il successo portò a realizzare altre parodie con Gianni e Pinotto che incontrano personaggi come la mummia e l'uomo invisibile. I film parodia degli horror della Universal con Gianni e Pinotto sono riusciti nell'intento di rilanciare la carriera di molti degli attori del ciclo classico, come Lugosi, Lon Chaney Jr., ecc... in calo in quel periodo.
Il genere horror poi si fuse con la fantascienza nel film Il mostro della laguna nera, diretto da Jack Arnold nel 1954, il quale ottenne un grosso successo di pubblico e di critica creando l'ultimo grande personaggio della Universal, anche questo protagonista di alcuni sequel, ravvivando la serie dei mostri, anche se solo momentaneamente, tanto che Dracula e Frankenstein vengono ri-distribuiti al cinema e successivamente trasmessi anche in televisione nel 1957 negli Stati Uniti, dove vengono così visti e apprezzati da una nuova generazione di spettatori. La Universal passa il resto del decennio a produrre e distribuire "monster movies" progressivamente sempre più scadenti. Fanno eccezione alcune pellicole di genere sci-fi come Destinazione... Terra! (1953), Cittadino dello spazio (1955) e Radiazioni BX: distruzione uomo (1957).

### Anni 2000
Dal 1999 al 2008 il personaggio della mummia fu protagonista di una nuova serie di film della quale il primo è un remake dell'omonimo film del 1932 mentre gli altri due sono due sequel.

### Anni 2010

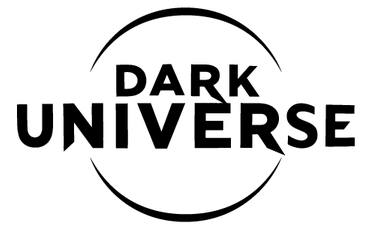
Il logo del Dark Universe

La Universal decise un riavvio dell'universo cinematografico che venne denominato "Dark Universe" e che esordì nel 2014 con il film Dracula Untold; a causa però dello scarso successo di pubblico e di critica, la Universal decise di eliminare questo film dalla continuity sostituendolo nel 2017 con La mummia che avrebbe dovuto essere il nuovo primo film della serie. Anche questo però non raggiunse i risultati sperati e il progetto, che avrebbe dovuto interessare anche gli altri personaggi, è stato sospeso.

### Anni 2020
In seguito all'insuccesso del Dark Universe, la Universal ha annunciato che tutti i film futuri sui mostri si sarebbero concentrati su storie autonome rispetto all'interconnettività.
Jason Blum, fondatore della società di produzione Blumhouse Productions, decise di produrre un film sull'Uomo invisibile. La pellicola, riavvio del classico film del 1933, è scritta e diretta da Leigh Whannell con protagonista Elisabeth Moss. L'uomo invisibile è stato distribuito il 28 febbraio 2020.
Il 16 gennaio 2025 è stato distribuito il film Wolf Man, reboot del film uscito nel 1941 L'uomo lupo.

## Le serie di film dei mostri classici

### Il fantasma dell'Opera
1. Il fantasma dell'Opera (The Phantom of the Opera), regia di Rupert Julian (1925)
2. Il fantasma dell'Opera (Phantom of the Opera), regia di Arthur Lubin (1943)

### Dracula

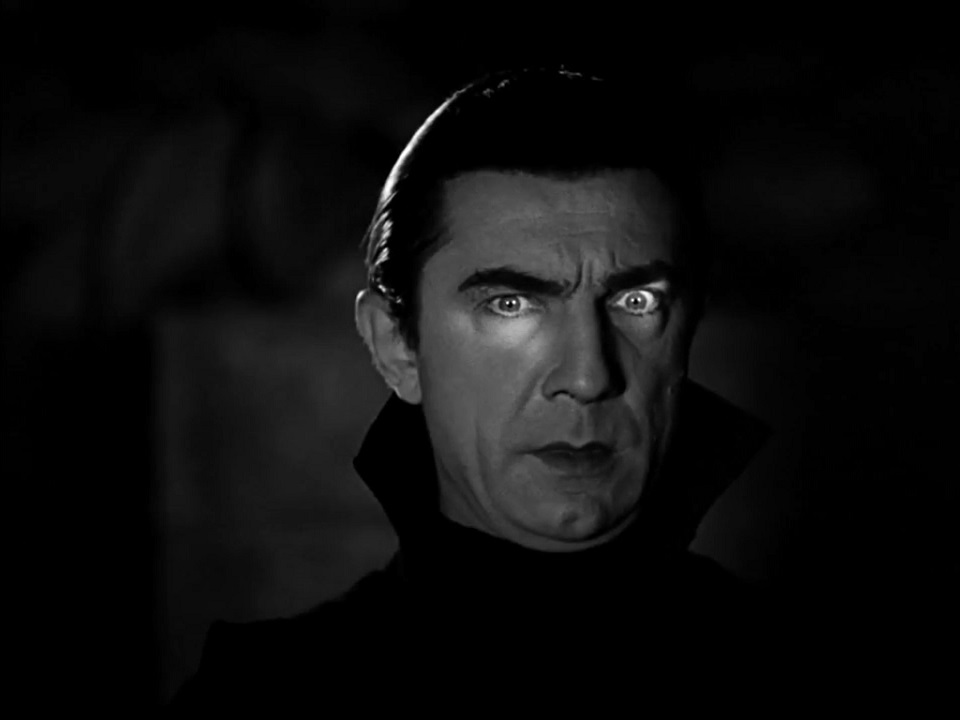
Il Conte Dracula (l'attore Bela Lugosi), nel film Dracula (1931)

1. Dracula, regia di Tod Browning (1931)
2. Drácula (versione spagnola), regia di George Melford (1931)
3. La figlia di Dracula (Dracula's Daughter), regia di Lambert Hillyer (1936)
4. Il figlio di Dracula (Son of Dracula), regia di Robert Siodmak (1943)
5. Al di là del mistero (House of Frankenstein), regia di Erle C. Kenton (1944)
6. La casa degli orrori (House of Dracula), regia di Erle C. Kenton (1945)
7. Il cervello di Frankenstein (Abbott & Costello Meet Frankenstein), regia di Charles Barton (1948)

### Il mostro di Frankenstein

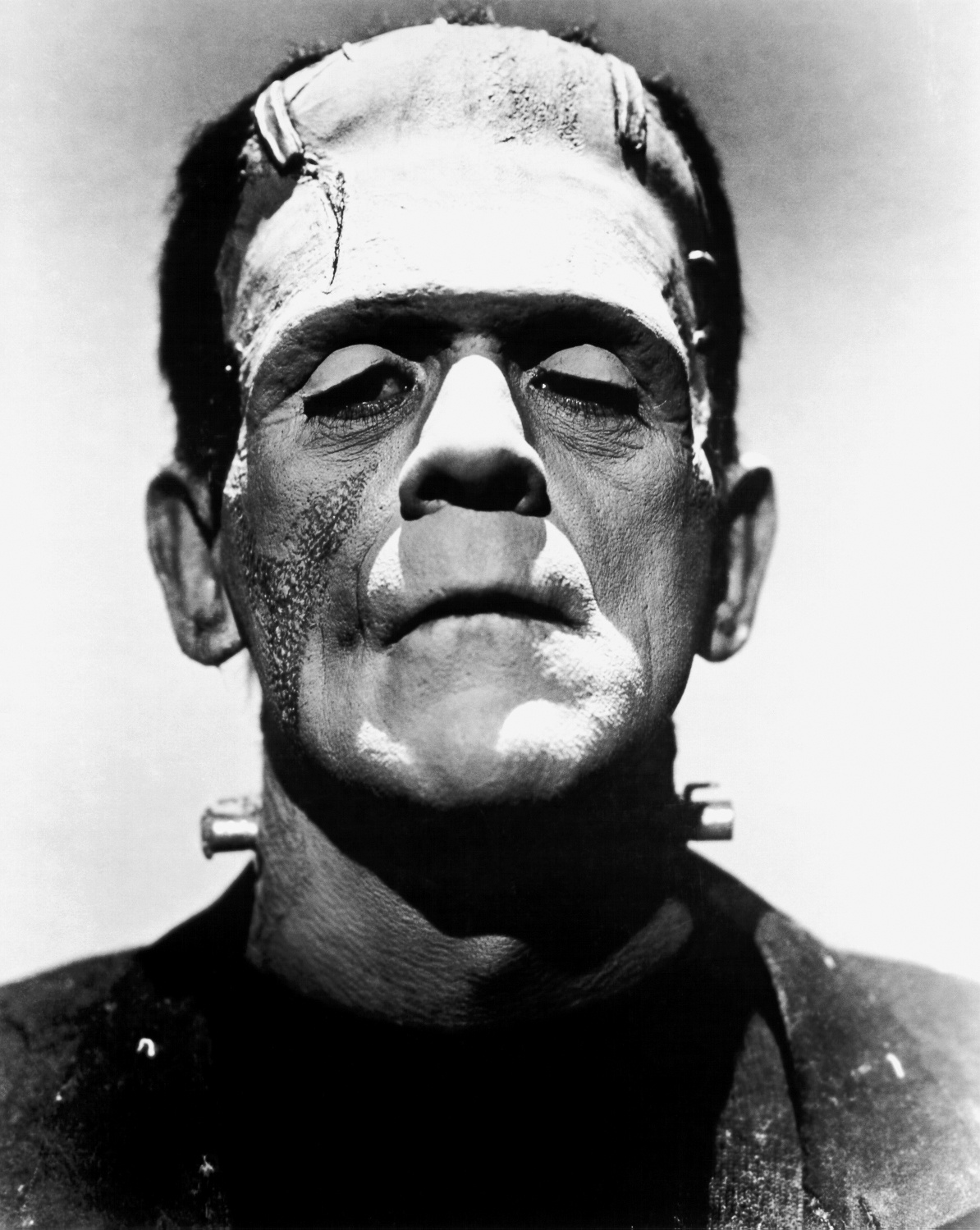
Boris Karloff nei panni della creatura (mostro) di Frankenstein

1. Frankenstein, regia di James Whale (1931)
2. La moglie di Frankenstein (Bride of Frankenstein), regia di James Whale (1935)
3. Il figlio di Frankenstein (Son of Frankenstein), regia di Rowland V. Lee (1939)
4. Il terrore di Frankenstein (The Ghost of Frankenstein), regia di Erle C. Kenton (1942)
5. Frankenstein contro l'uomo lupo (Frankenstein Meets the Wolf Man), regia di Roy William Neill (1943)
6. Al di là del mistero (House of Frankenstein), regia di Erle C. Kenton (1944)
7. La casa degli orrori (House of Dracula), regia di Erle C. Kenton (1945)
8. Il cervello di Frankenstein (Abbott & Costello Meet Frankenstein), regia di Charles Barton (1948)

### La mummia

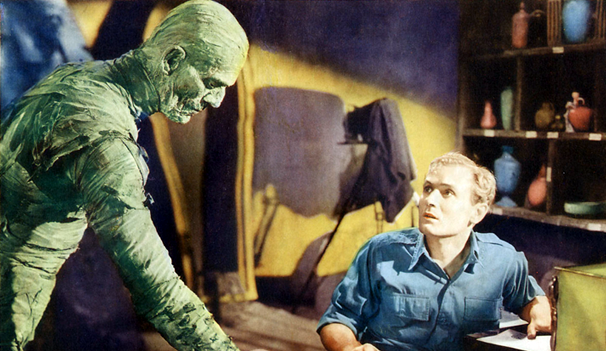
Boris Karloff nei panni della mummia, 1932 (versione colorizzata).

1. La mummia (The Mummy), regia di Karl Freund (1932)
2. The Mummy's Hand, regia di Christy Cabanne (1940). In Italia anche noto come La mano della mummia[senza fonte]
3. The Mummy's Tomb, regia di Harold Young (1942). In Italia anche noto come La tomba della mummia[senza fonte]
4. The Mummy's Ghost, regia di Reginald Le Borg (1944). In Italia anche noto come L'ombra della mummia[senza fonte]
5. The Mummy's Curse, regia di Leslie Goodwins (1944). In Italia anche noto come La maledizione della mummia[senza fonte]
6. Il mistero della piramide (Abbott and Costello Meet the Mummy), regia di Charles Lamont (1955)

### L'uomo invisibile

L'uomo invisibile, 1933.

1. L'uomo invisibile (The Invisible Man), regia di James Whale (1933)
2. Il ritorno dell'uomo invisibile (The Invisible Man Returns), regia di Joe May (1940)
3. La donna invisibile (The Invisible Woman), regia di A. Edward Sutherland (1940)
4. L'agente invisibile o Joe l'inafferrabile (Invisible Agent) (1942)
5. La rivincita dell'uomo invisibile (The Invisible Man's Revenge), regia di Ford Beebe (1944)
6. Il cervello di Frankenstein (Abbott & Costello Meet Frankenstein), regia di Charles Barton (1948)
7. Gianni e Pinotto contro l'uomo invisibile (Abbott and Costello Meet the Invisible Man), regia di Charles Lamont (1951)

### L'uomo lupo

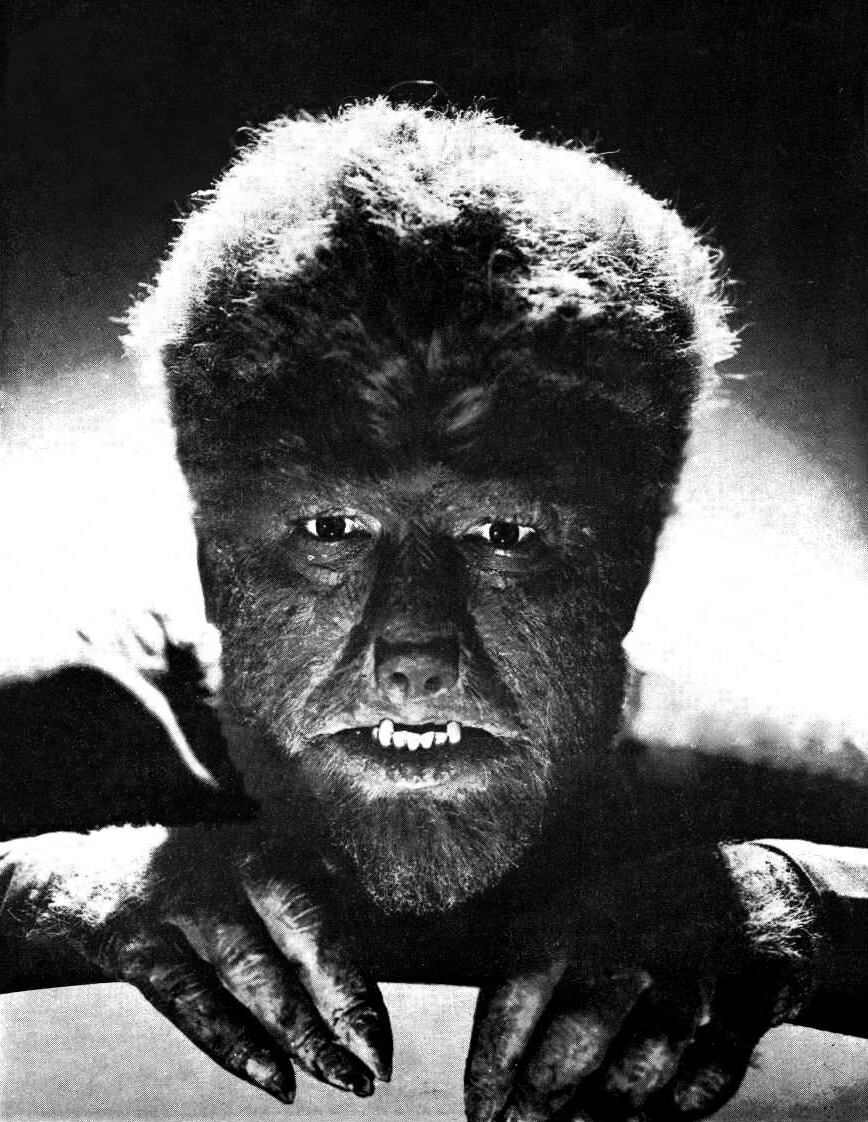
L'uomo lupo, 1941.

1. Il segreto del Tibet (Werewolf of London), regia di Stuart Walker (1935)
2. L'uomo lupo (The Wolf Man), regia di George Waggner (1941)
3. Frankenstein contro l'uomo lupo (Frankenstein Meets the Wolf Man), regia di Roy William Neill (1943)
4. Al di là del mistero (House of Frankenstein), regia di Erle C. Kenton (1944)
5. La casa degli orrori (House of Dracula), regia di Erle C. Kenton (1945)
6. Il cervello di Frankenstein (Abbott & Costello Meet Frankenstein), regia di Charles Barton (1948)

### Il mostro della laguna nera

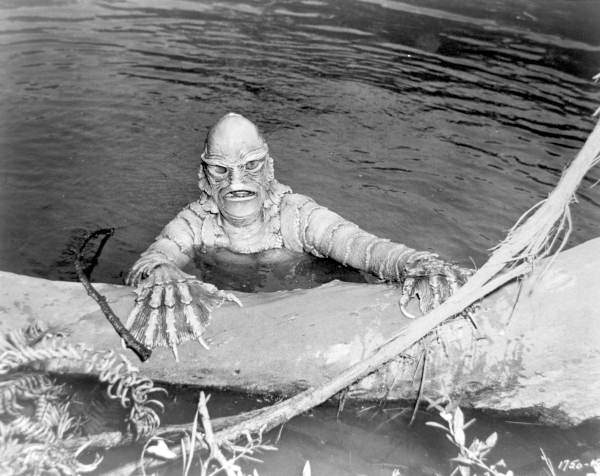
Il mostro della laguna nera, 1954.

1. Il mostro della laguna nera (Creature from the Black Lagoon), regia di Jack Arnold (1954)
2. La vendetta del mostro (Revenge of the Creature), regia di Jack Arnold (1955)
3. Il terrore sul mondo (The Creature Walks Among Us), regia di John Sherwood (1956)

## Influenza culturale
- Bela Lugosi e Boris Karloff sono citati nel film Ed Wood di Tim Burton, (la cui interpretazione di Lugosi fruttò a Martin Landau un Oscar) e Demoni e dei, film sulla vita di James Whale, che ci mostra il mostro Karloff nella vita reale.
- Nel 1998 il regista Bill Condon ha diretto un film (due nomination all'Oscar, inclusa quella come miglior attore protagonista ad Ian McKellen), intitolato Demoni e dei nel quale si narrano gli ultimi anni del regista James Whale, probabilmente morto suicida. In una scena del film si vede l'incontro che il regista ha, ad uno dei famosi party di George Cukor, con i "suoi mostri", ovvero gli attori Boris Karloff ed Elsa Lanchester.
- Frankenstein Junior (Young Frankenstein, 1974), lungometraggio di genere comico che si ispira parodiandoli, oltre che al primo Frankenstein, anche al secondo, La moglie di Frankenstein e al terzo, Il figlio di Frankenstein.[21] Il regista Mel Brooks ricreò il set originale del 1931 per il laboratorio del dottor Frankenstein impiegando Kenneth Strickfaden, all'epoca scenografo del primo film di Whale.[21]
- Nel fumetto del 1979 La Città di Ricardo Barreiro e Juan Giménez i protagonisti incontrano alcuni classici personaggi della Universal (Frankenstein, Dracula, La mummia, L'uomo lupo), qui in veste di soccorritori unitamente ad uno Xenomorfo.
- Nel video del 1997 Everybody (Backstreet's Back) della band Backstreet Boys i cinque componenti del gruppo, qui protagonisti, si trasformano in altrettanti mostri (La mummia, Dracula, uomo lupo, fantasma dell'Opera e Mister Hyde).

## Galleria d'immagini

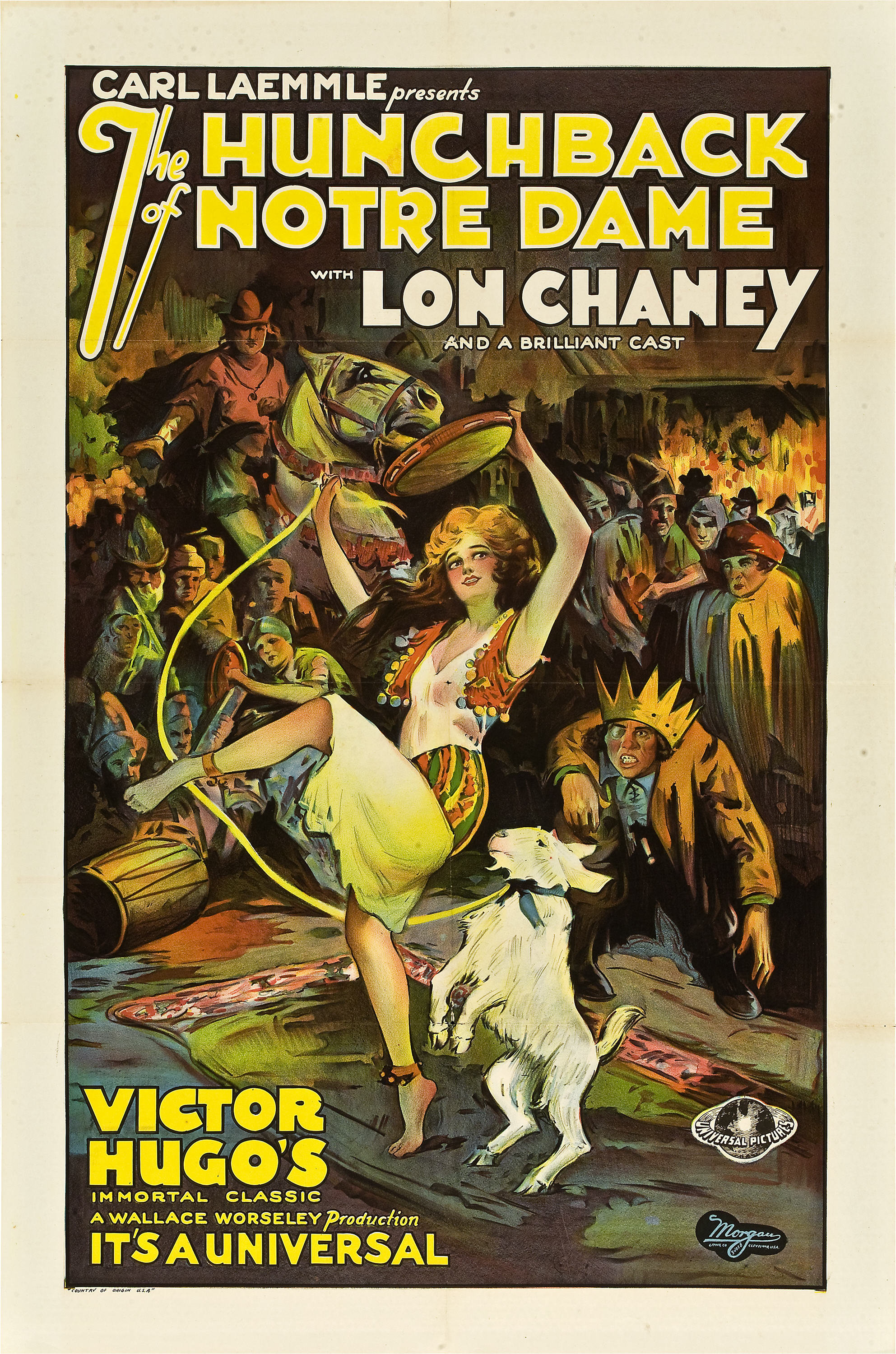
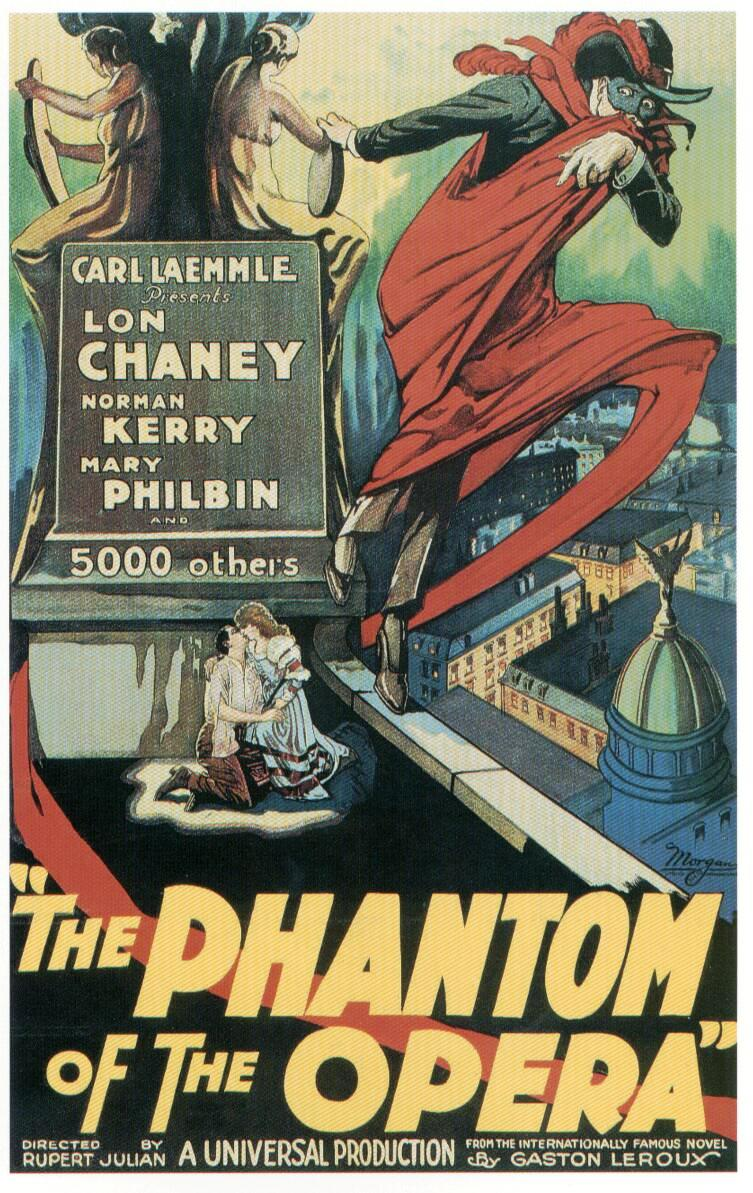
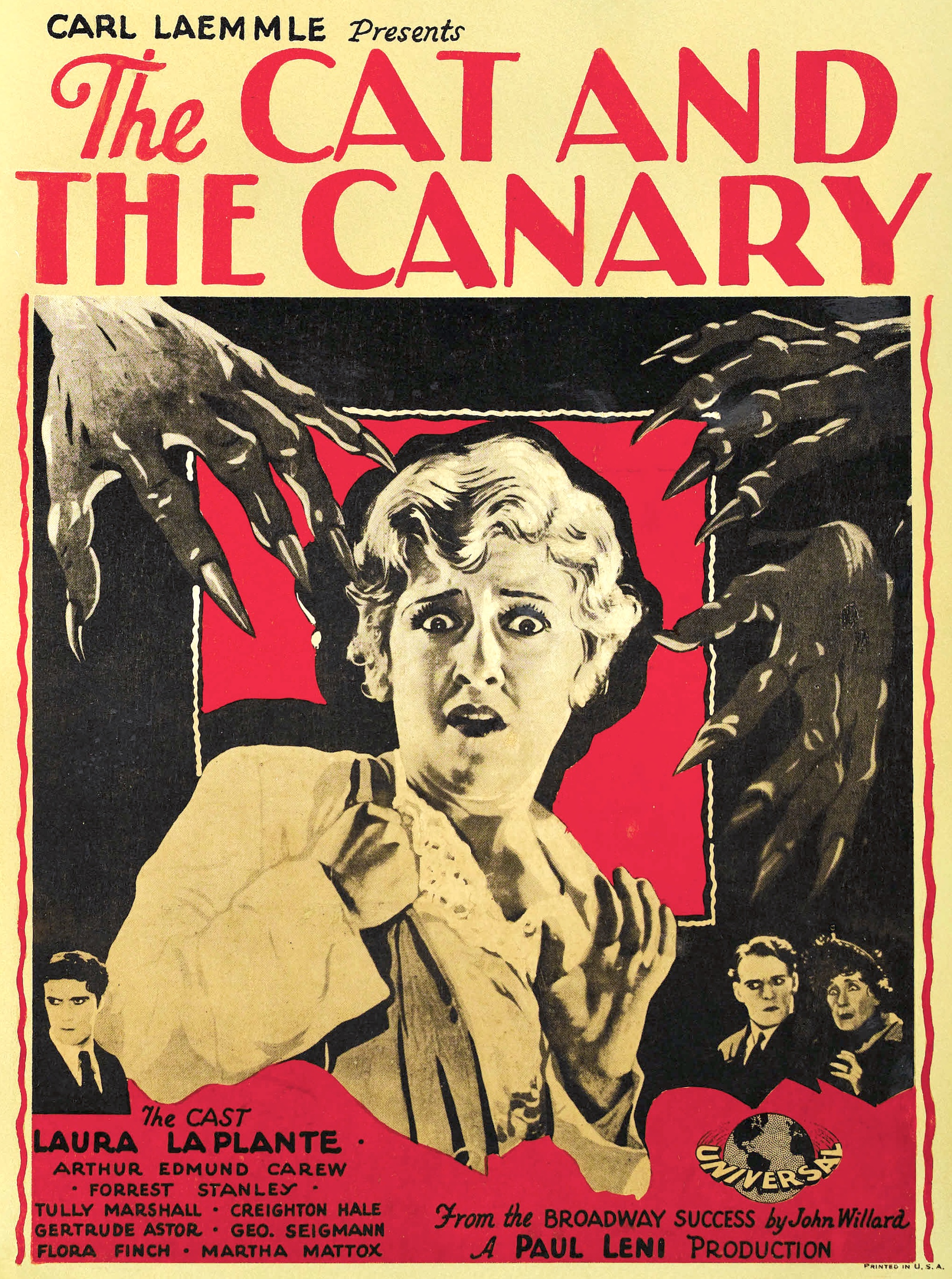
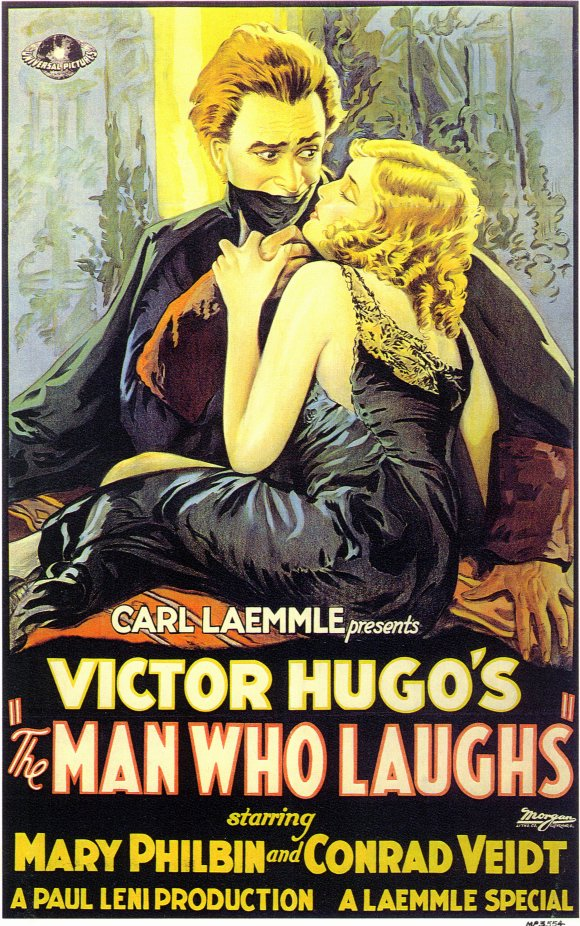
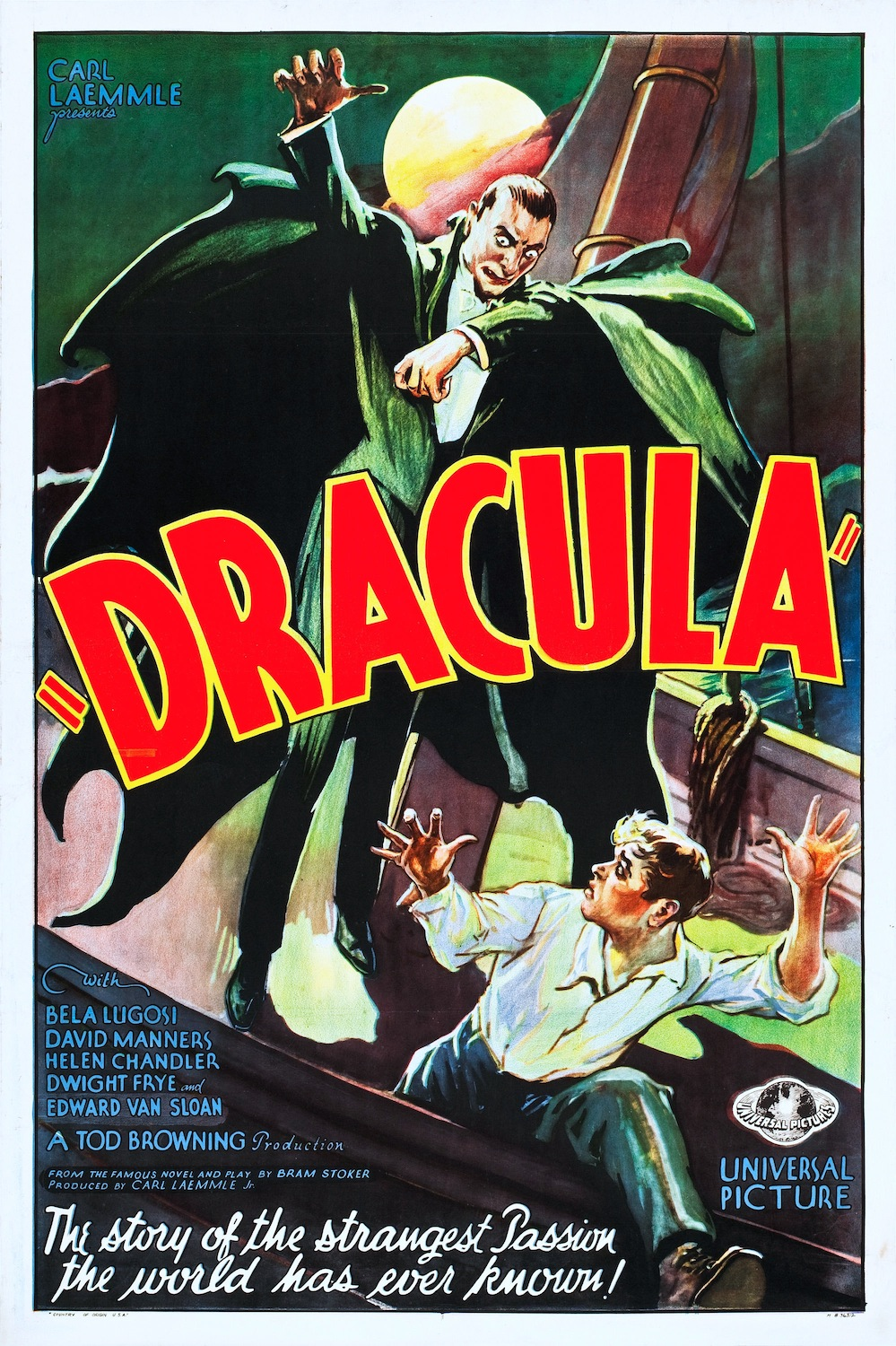
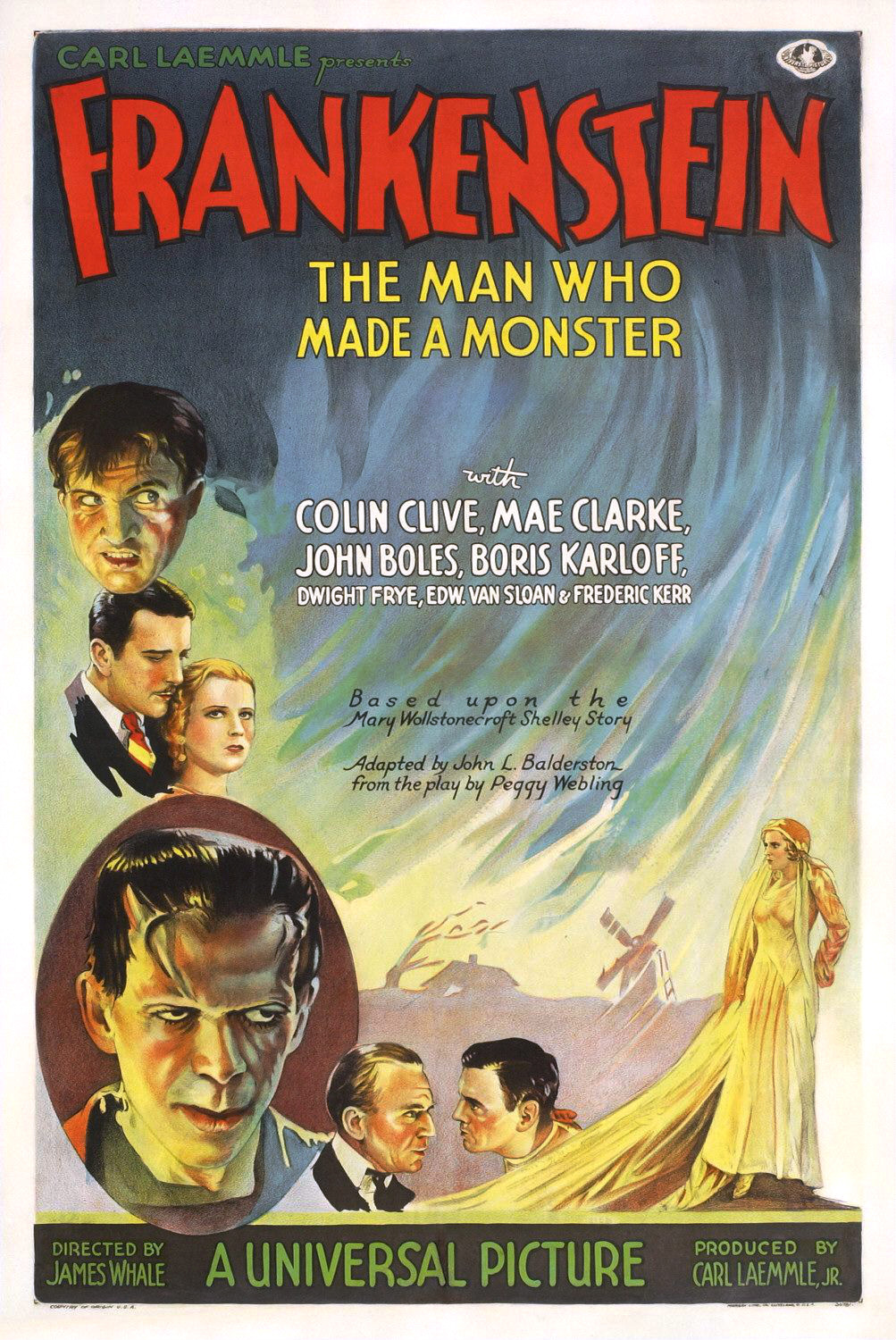
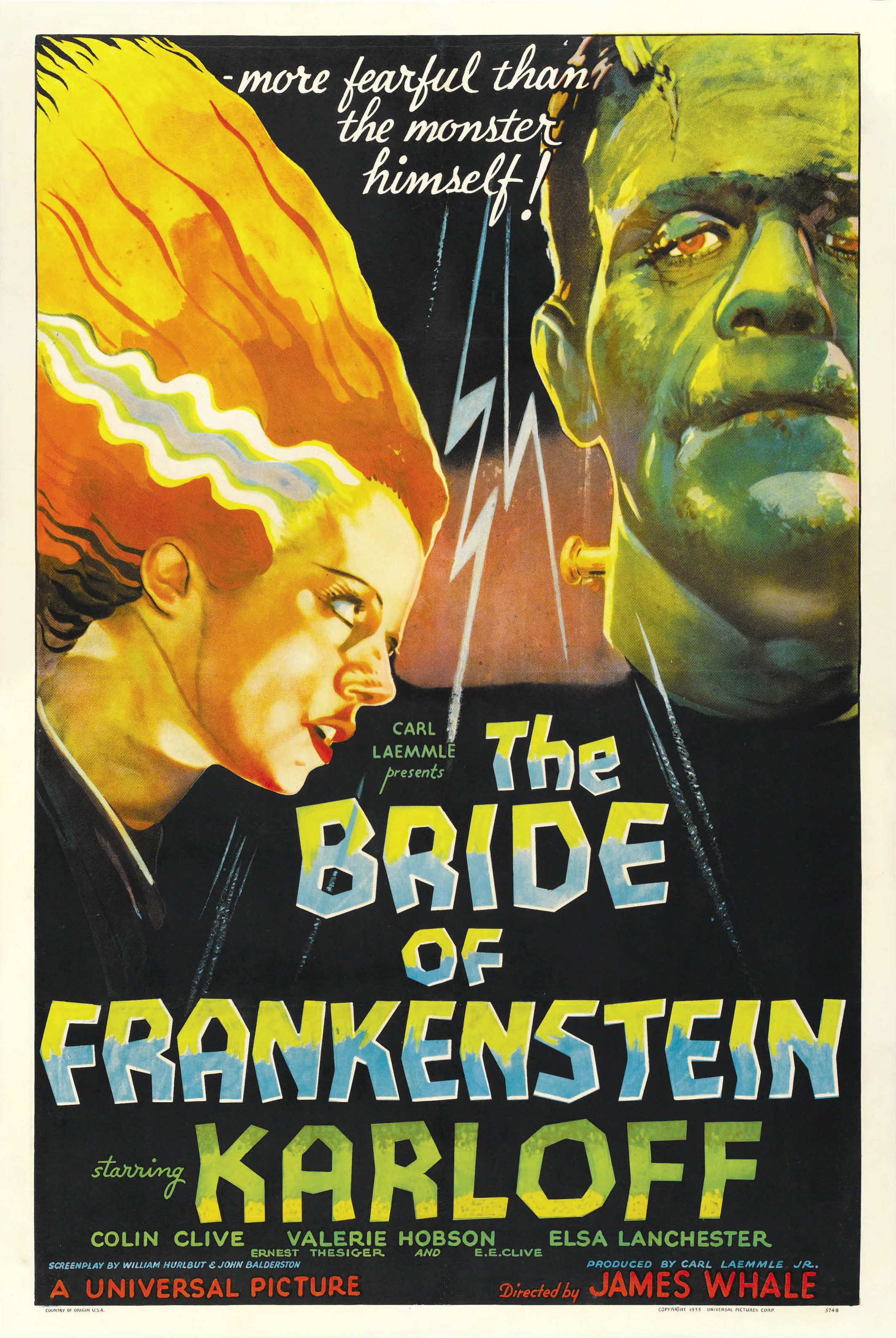
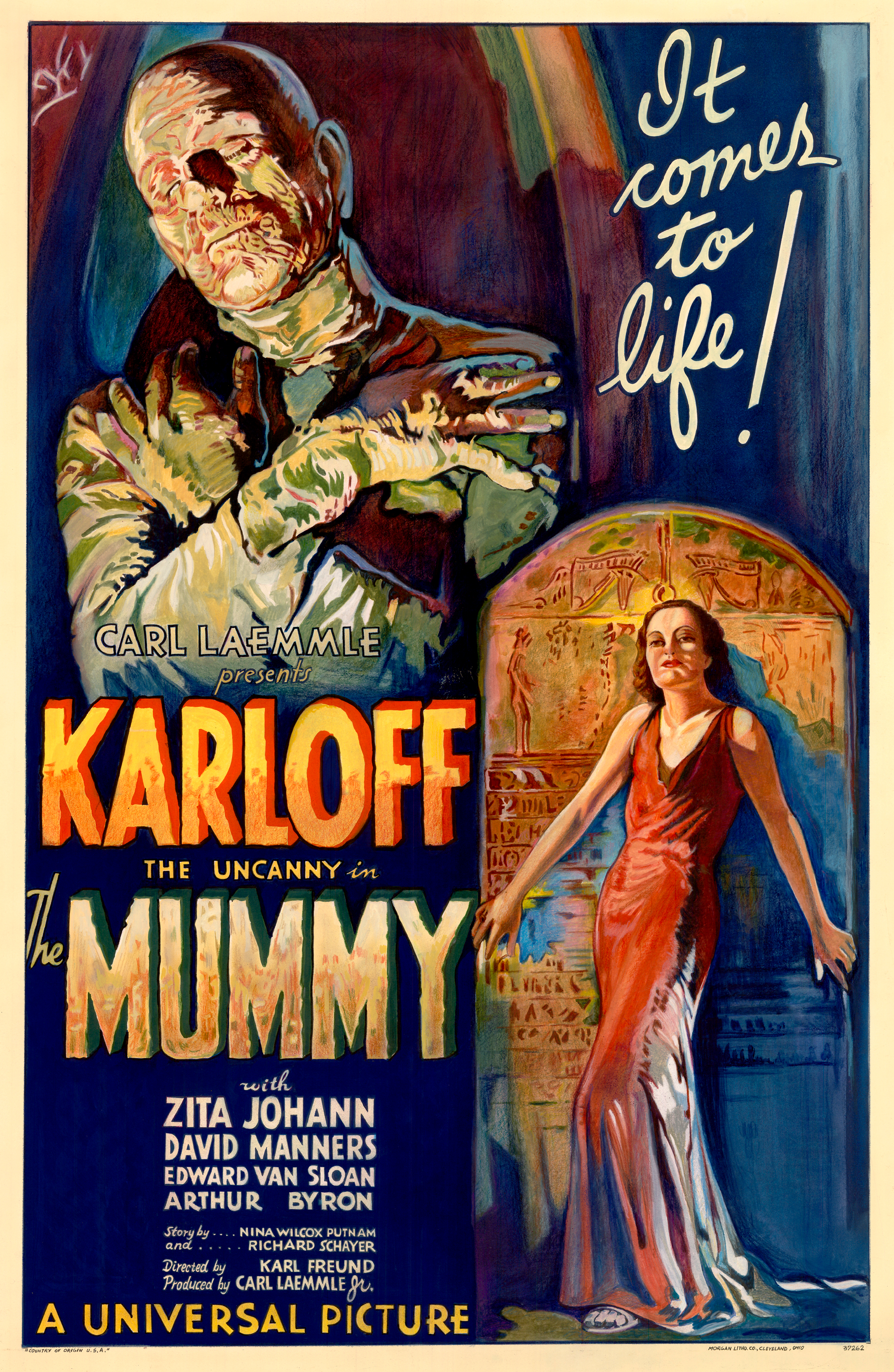
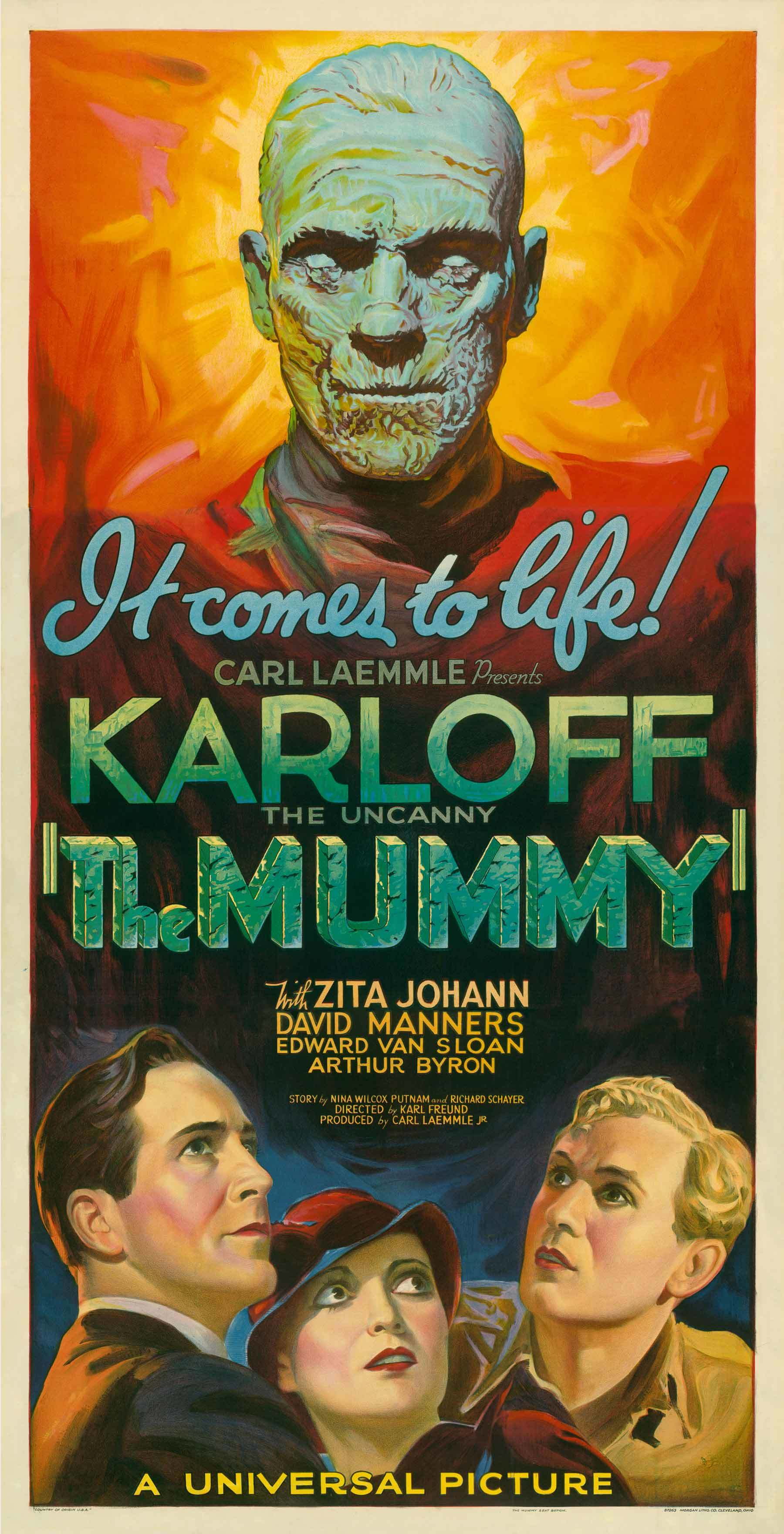
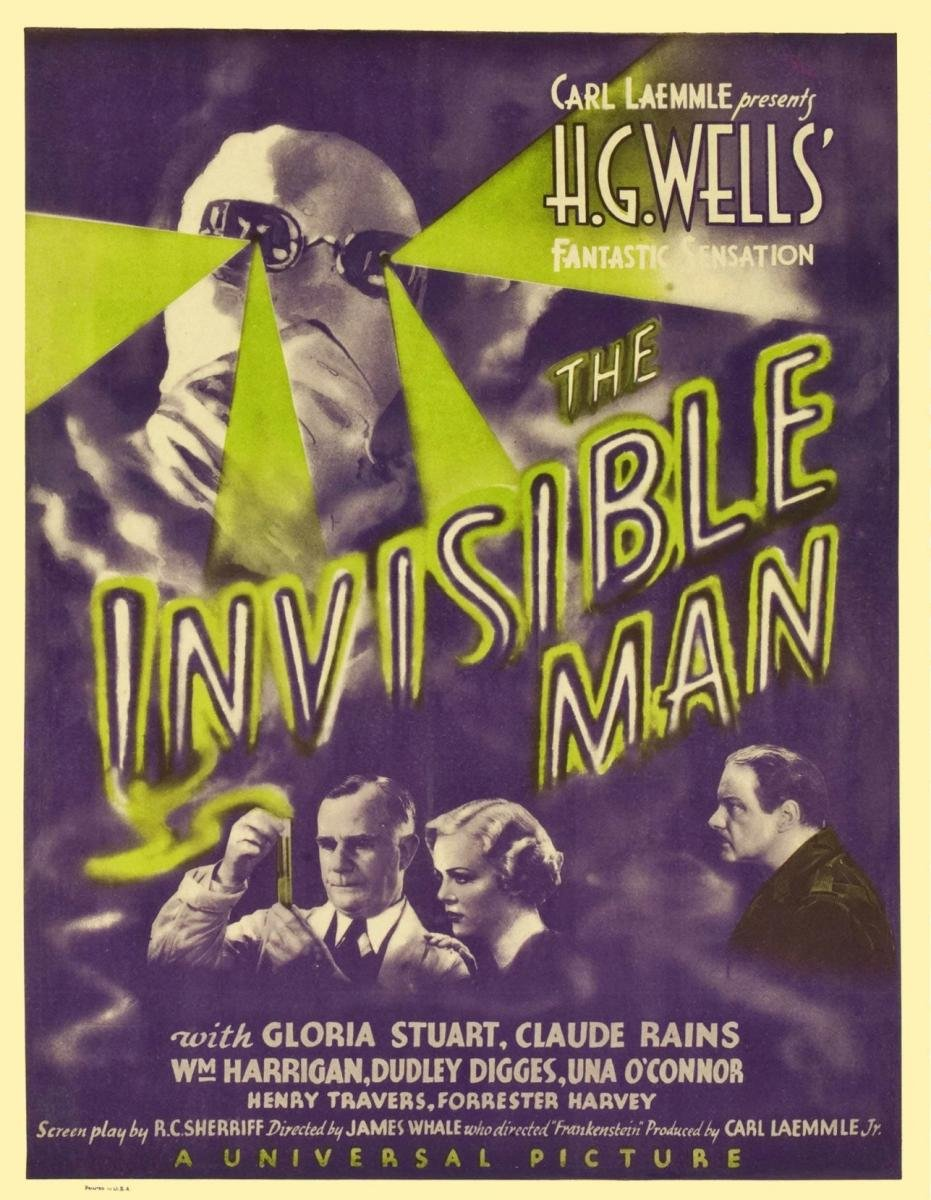
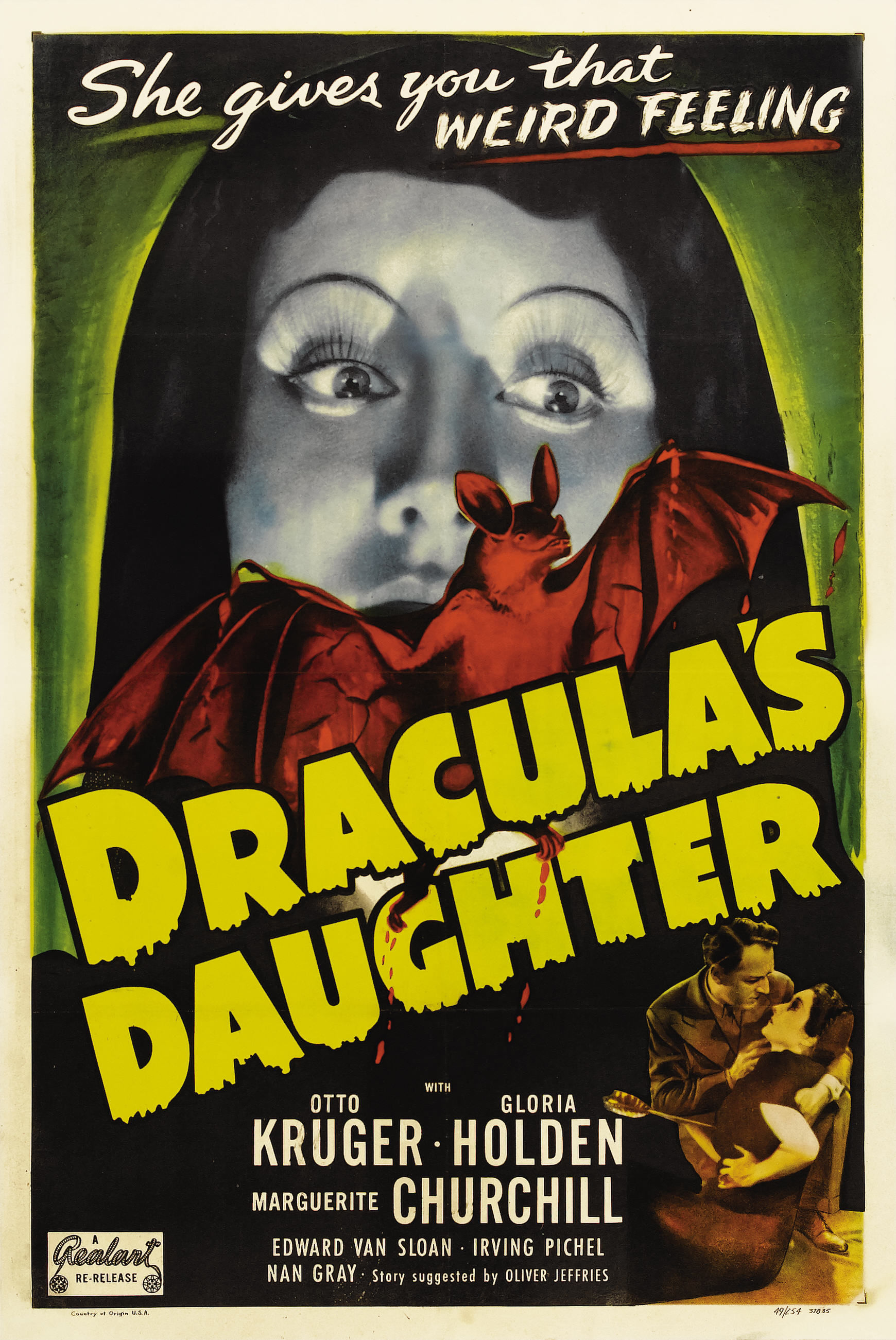
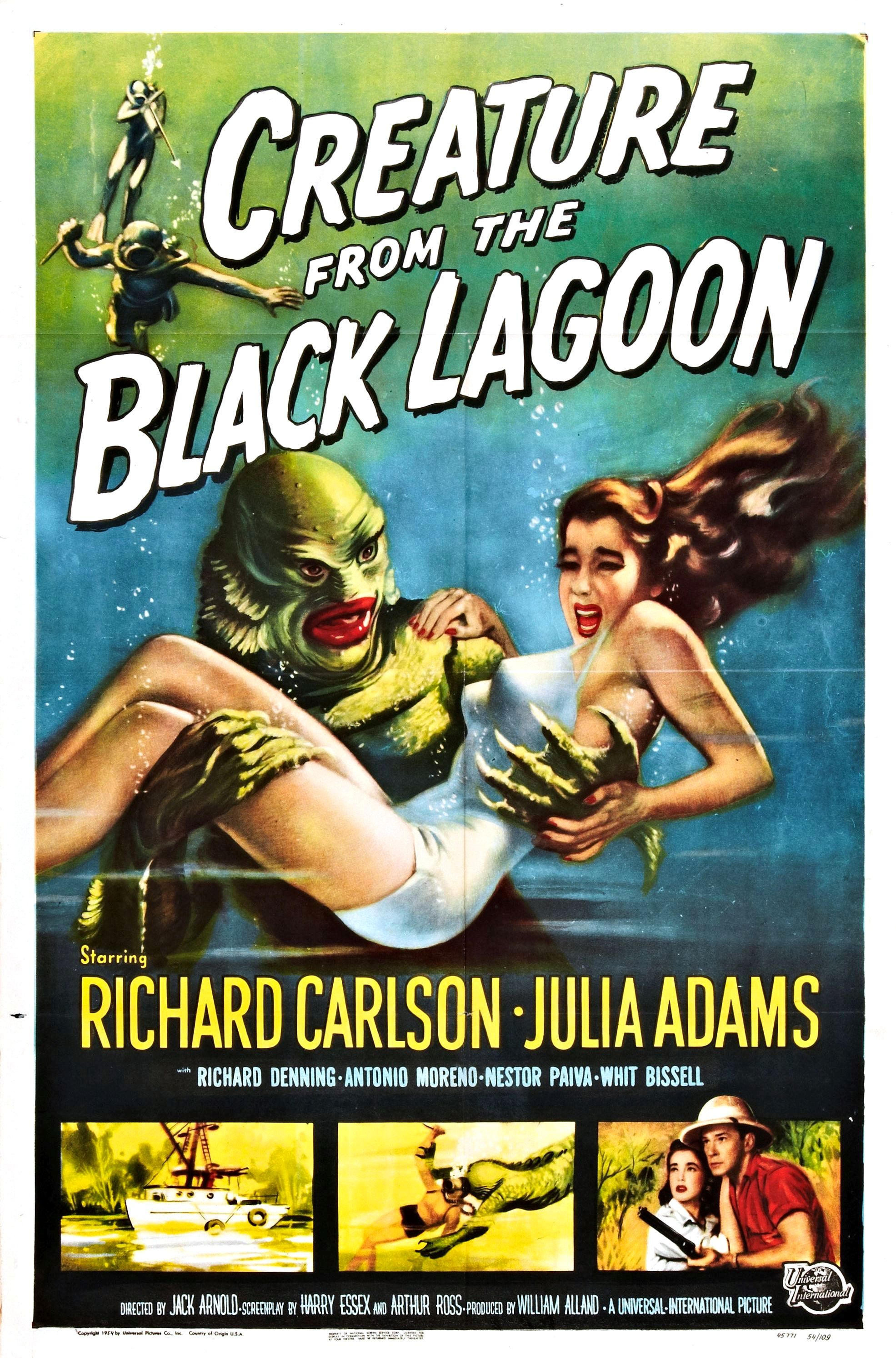
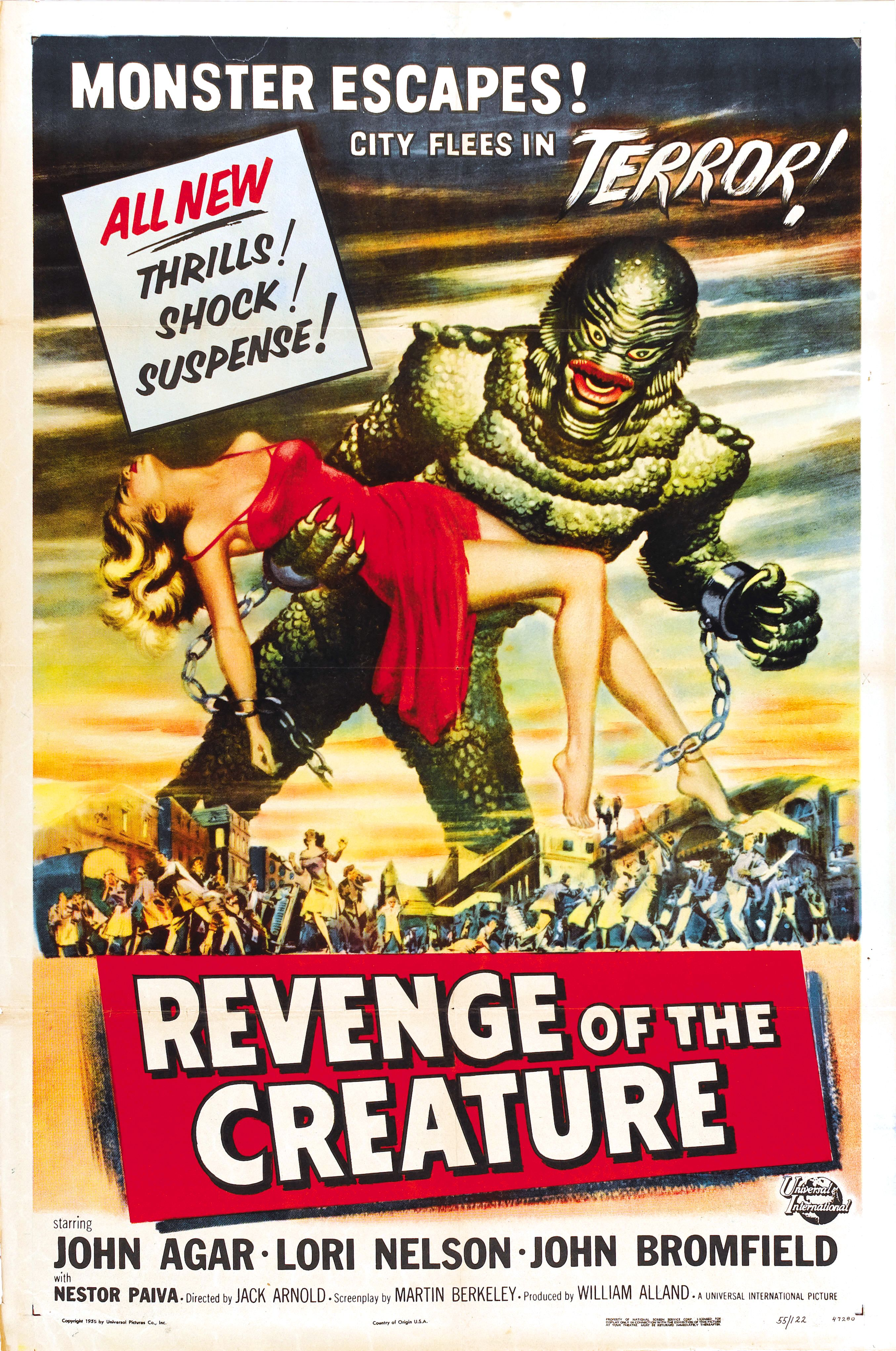
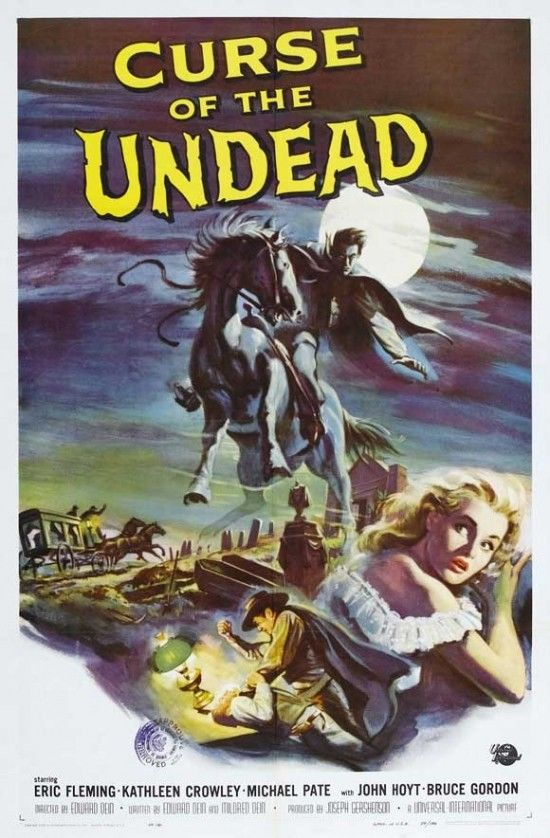
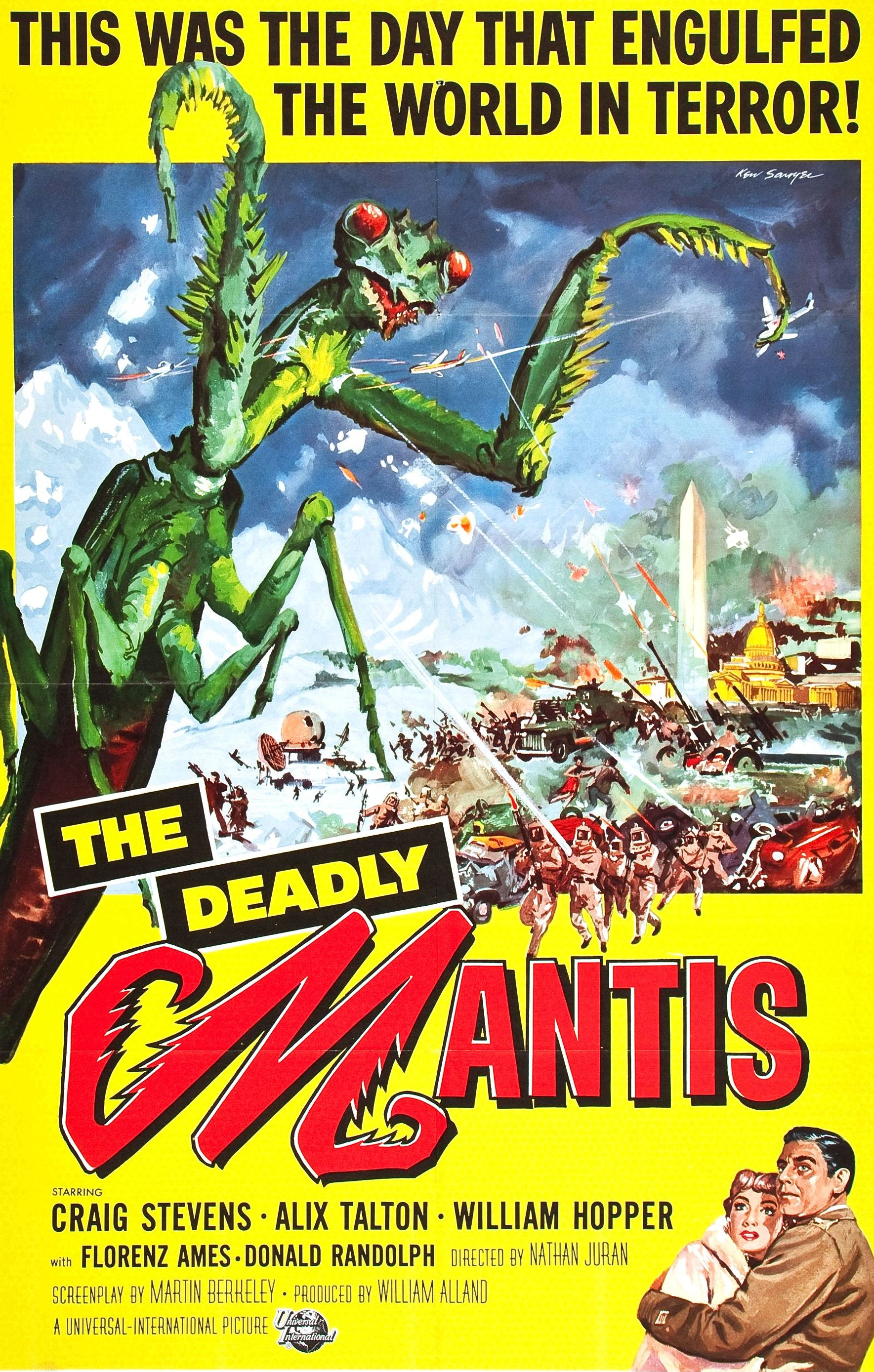
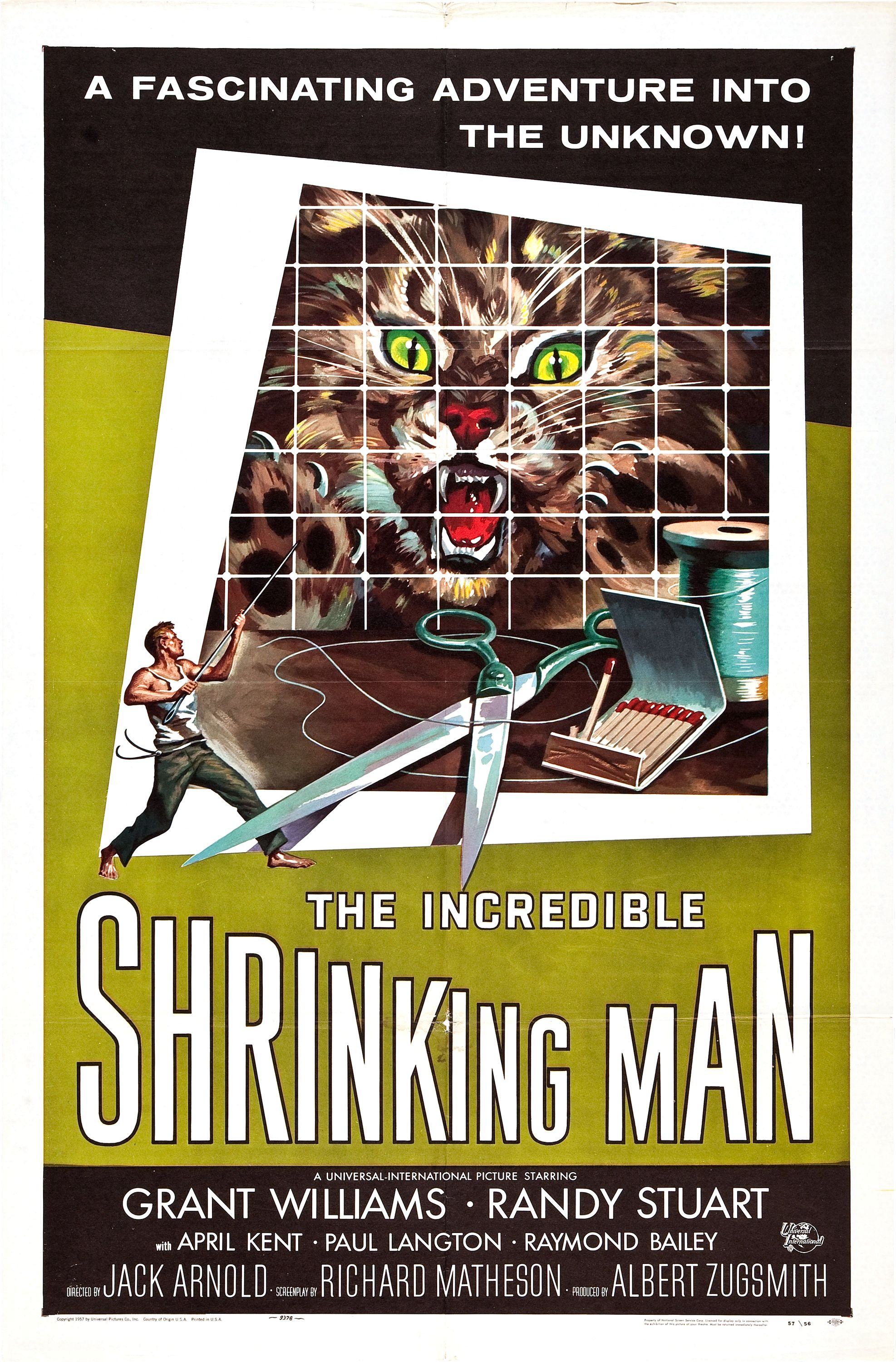
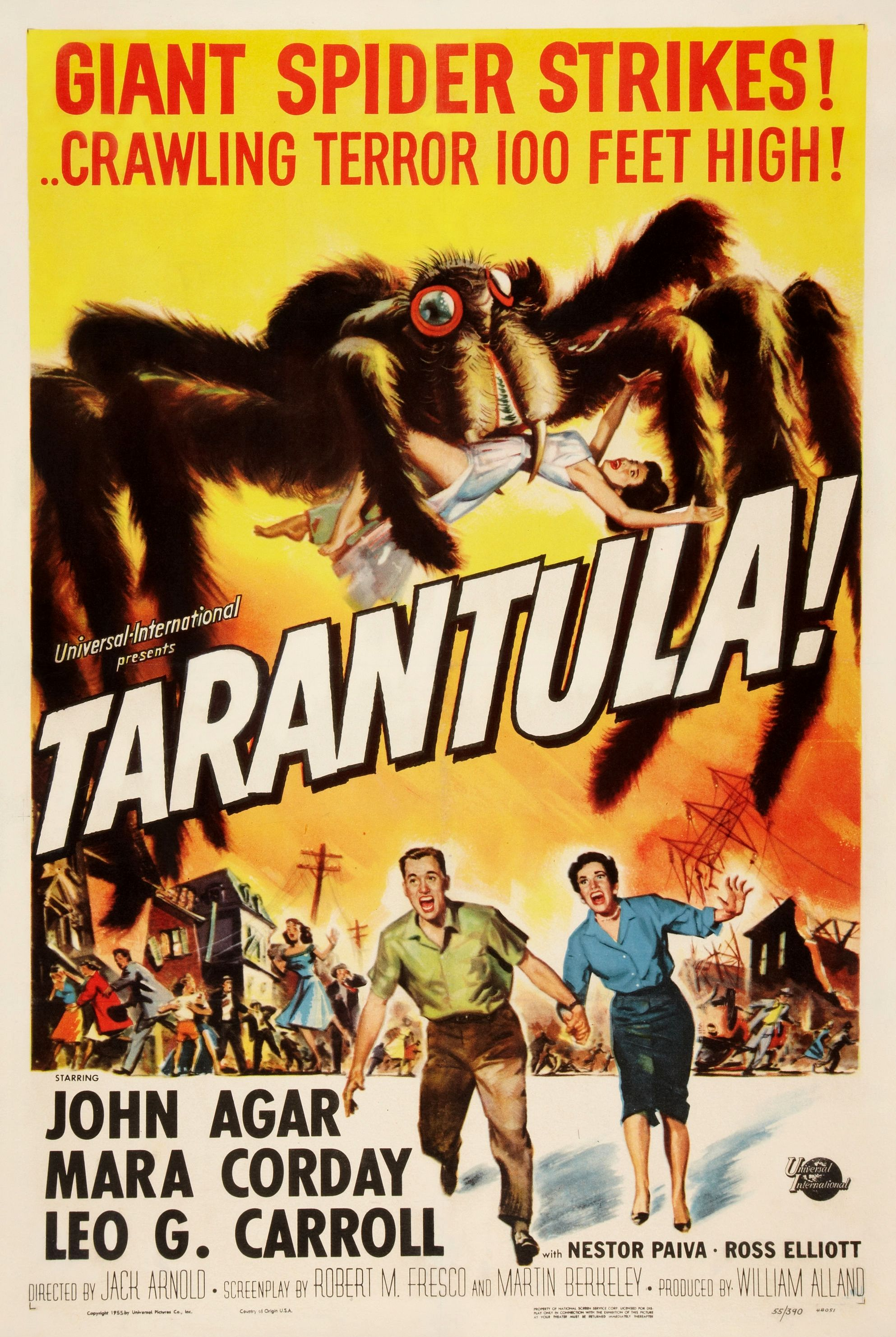
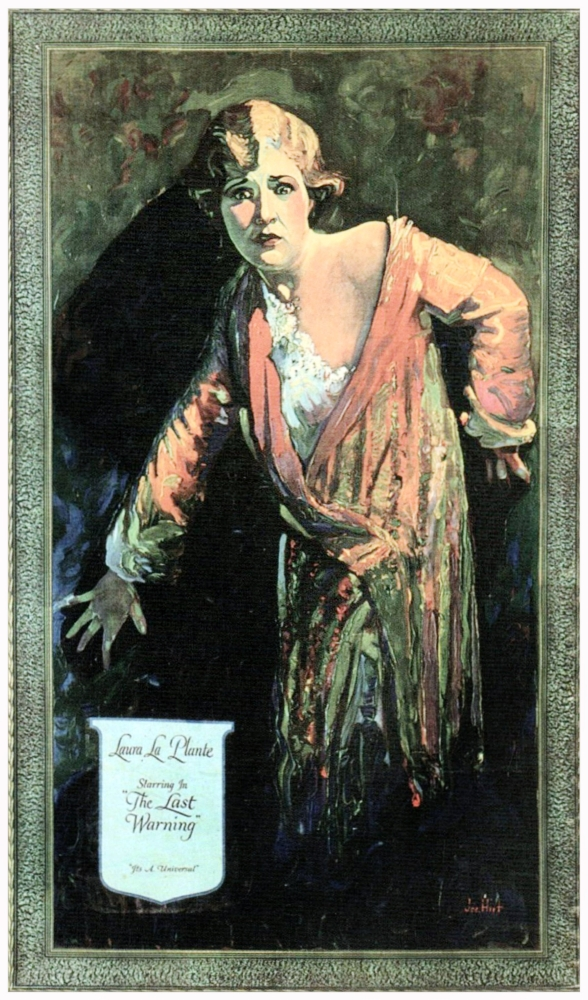
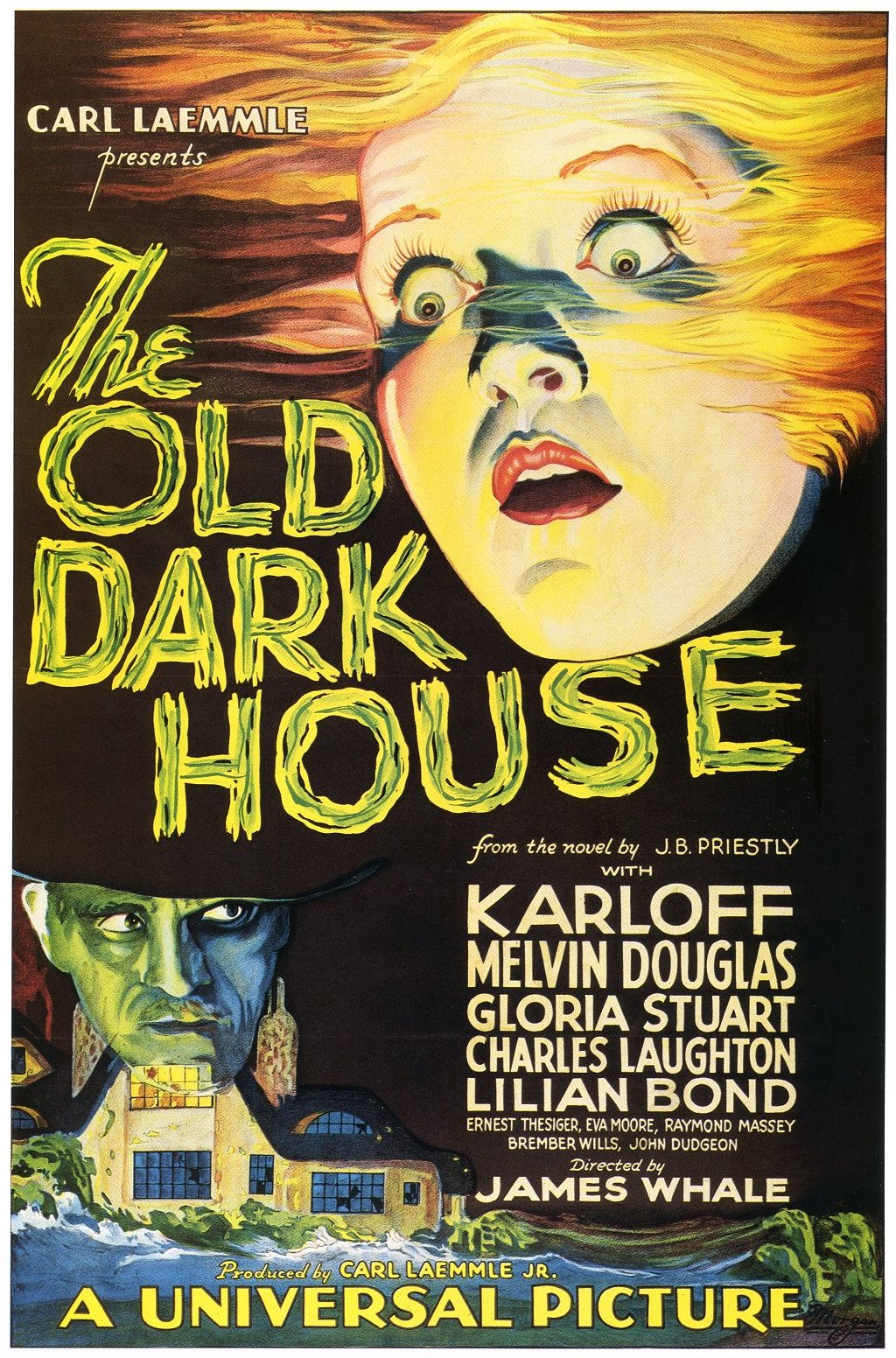
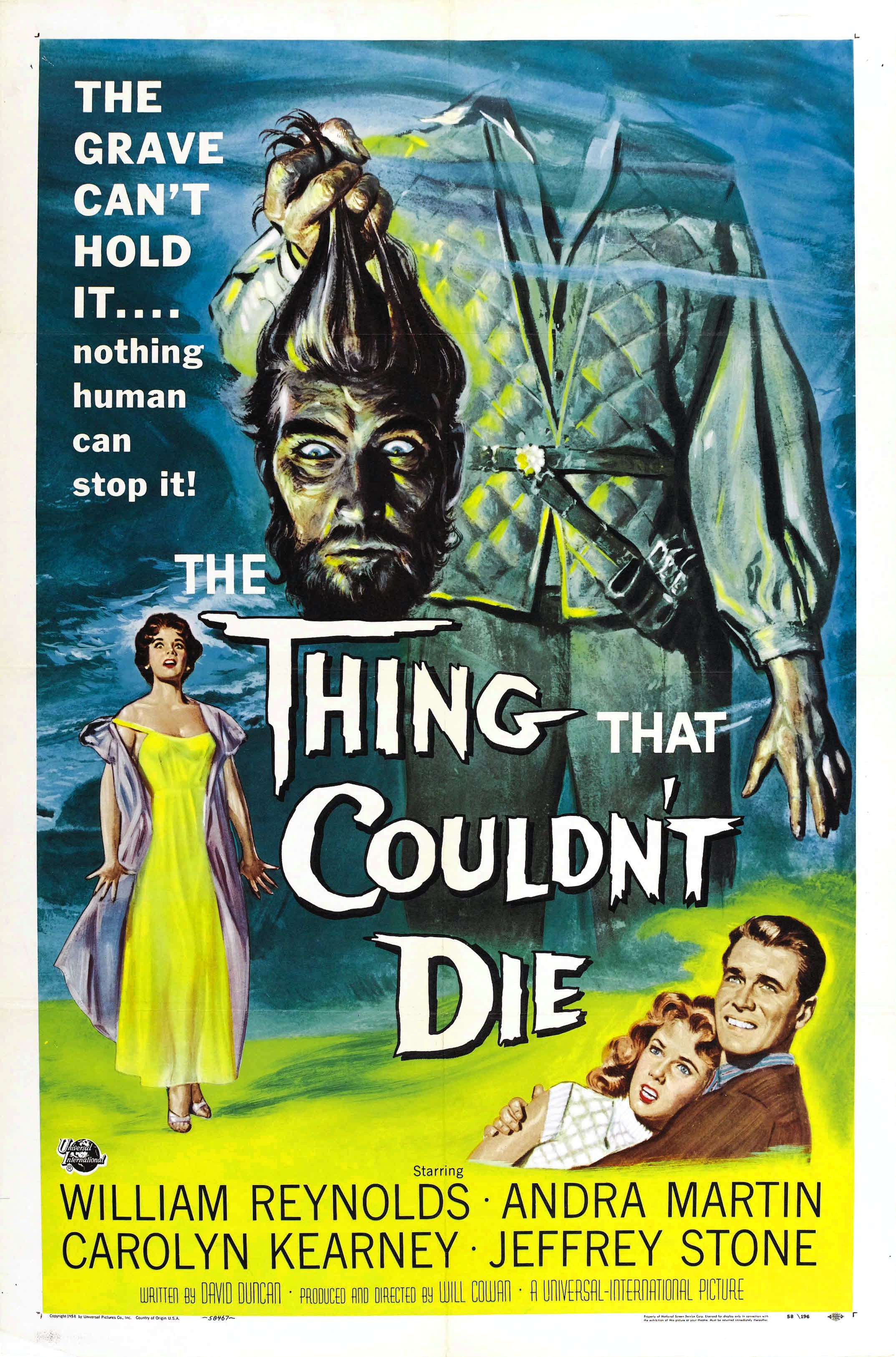
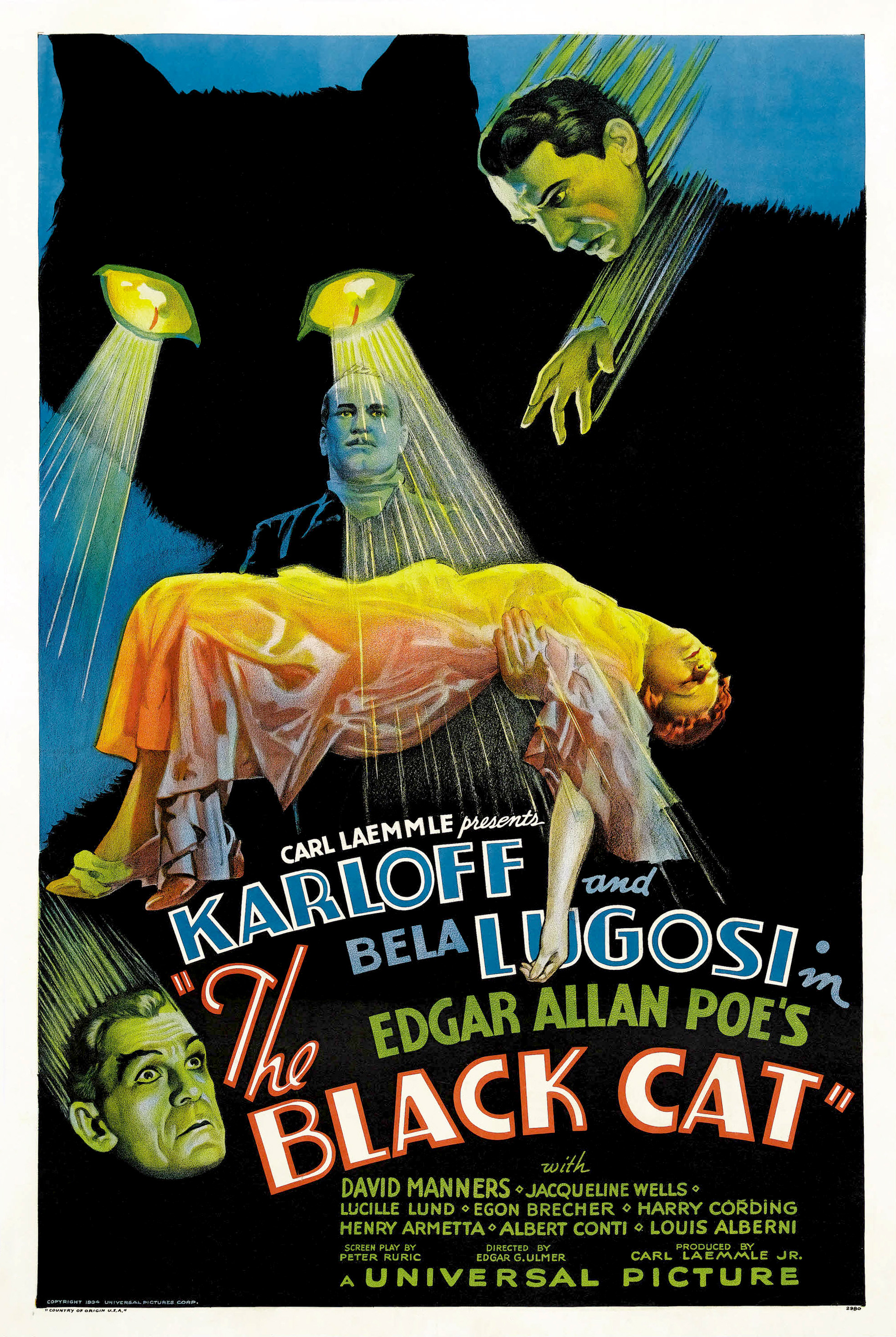
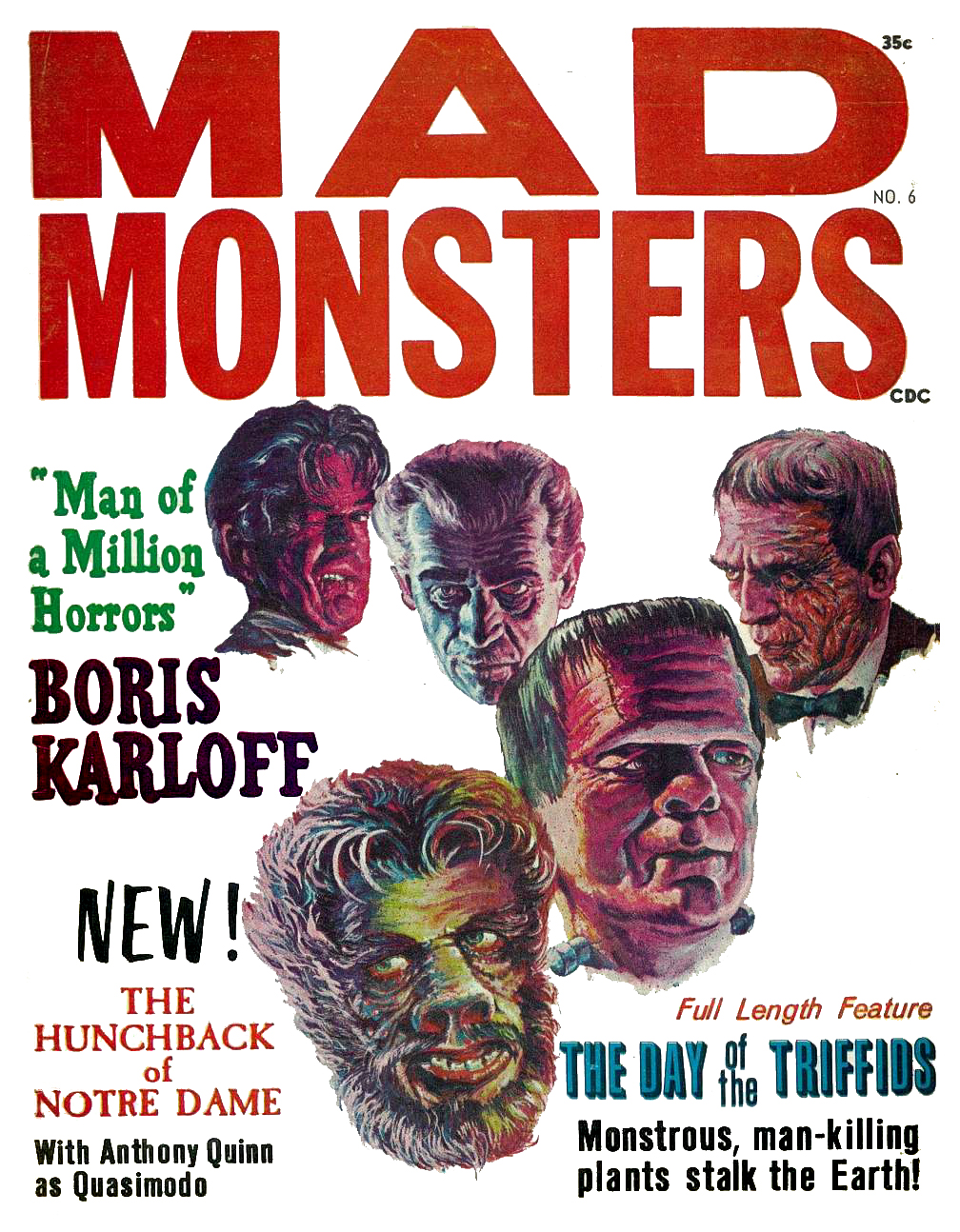
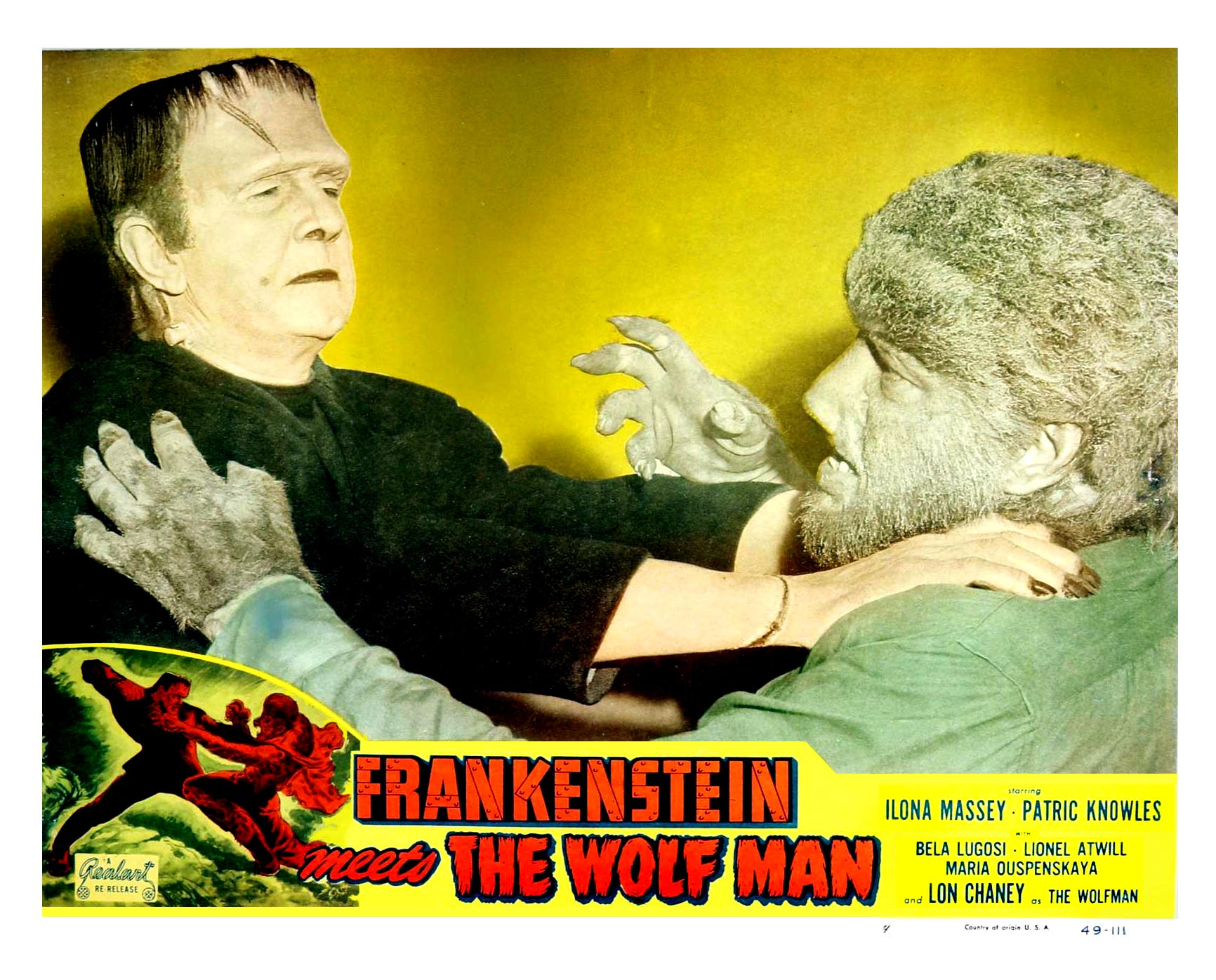